# Спасская улица (Киров)
Спасская улица — одна из самых старых улиц центра Кирова. Расположена в исторической части города. В течение всей своей истории не меняла своего размера — она проходит от спуска к реке Хлыновке до Октябрьского проспекта.
Свое название получила от главной башни Хлыновского кремля, перед которой в старину располагалась торговая площадь.
Является популярным местом для отдыха жителей города и народных гуляний. Большинство зданий улицы являются памятниками архитектуры.

## Расположение
Спасская улица начинается от спуска к реке Хлыновке и Пристанской улицы, проходит через Казанскую улицу, после перекрестка с которой начинается пешеходная часть улицы, на которой от улицы отходит Кооперативный переулок. Пересекая улицу Ленина, Спасская проходит через улицы Свободы и Володарского — данный участок является пешеходным в выходные дни. После пересекает улицы Владимирскую, Защитников Отечества, Никитскую и оканчивается Октябрьским проспектом.
Часть СМИ именуют участок улицы от Казанской улицы до Ленина, на котором располагается большая часть исторических памятников, как «Вятский Арбат».

## История
Спасская улица появилась в результате градостроительной реформы Екатерины II в 1784 году. Она была проложена от Спасского спуска к реке Вятке до Гласисной улицы (ныне — Октябрьский проспект).
В своем названии она хранит память о главной башне Хлыновского кремля — Спасской, перед которой в древнем Хлынове располагалась торговая площадь.
В 1918 году улица была переименована в честь погибшего в борьбе с восстанием 27-летнего матроса Юрия Дрелевского. Годом ранее он был направлен в Вятку для подавления забастовок рабочих и назначен комиссаром юстиции города. В. А. Любимов, рассуждая на тему причин выбора подобного имени для одной из основных улиц, говорит о том, что потеря комиссара сильно потрясла руководителей города. Кроме того, на Спасской находилось (и находится ныне) здание суда. Ходатайства рабочих о переименовании в честь комиссара Владимирской улицы (ныне Карла Маркса) были проигнорированы городским советом.
Первоначально улицу назвали «Дрылевского». В 1961 году обнаружилось, что правильнее следует заменить первую гласную на «е», вследствие чего улицу стали именовать по-новому.
Долгое время продолжались попытки возвращения исторического названия. В 2003 году прихожане Спасского собора выступили с данной инициативой, однако это, несмотря на одобрение совета по топонимии, было проигнорировано городской думой. В 2008 году предложение вновь был поднят по инициативе лауреатов премии «Вятский горожанин». В поддержку этой инициативы было собрано 6,5 тысяч подписей прихожан вятских храмов. Рассмотрение вопроса было вновь отложено. В 2012 году Спасской улице было возвращено историческое название.

С 2023 года по выходным пешеходная часть улицы продлевается от улицы Ленина на 2 квартала западнее — до улицы Володарского.

Спасская улица в начале XX века
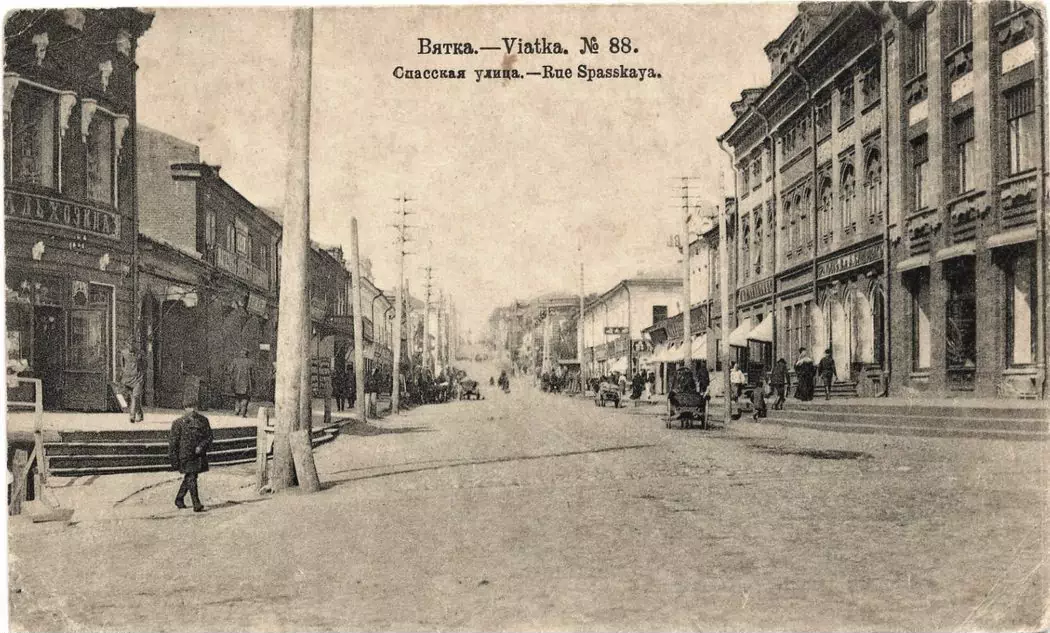
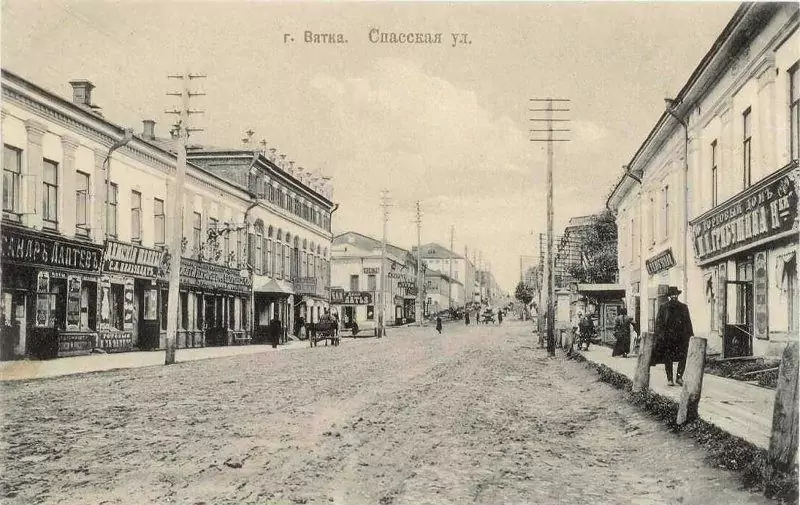

## Архитектура

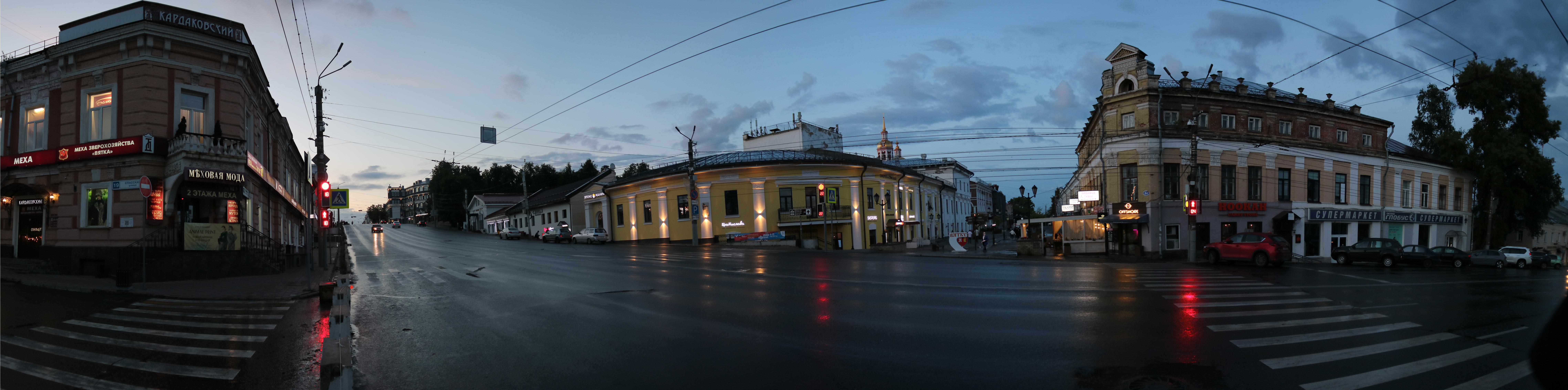
Панорама перекрестка Спасской улицы и улицы Ленина. Широкая четырёхполосная дорога, уходящая в правую границу кадра — улица Ленина.

Спасская улица сохранилась практически в первозданном виде. На ней нет современной многоэтажной застройки. В большом количестве встречаются дома и усадьбы вятских купцов: И. Шестакова, П. Москвитинова, Н. Ухова, И. Репина.
Здесь же находятся важнейшие административные здания дореволюционной Вятки: здания банков — Волжско-Камского, Общественного и Банка внешней торговли; резиденция губернаторов. Сохранилось множество объектов, связанных с развитием культуры и просвещения в Вятке, — здание мужской гимназии, благородного собрания, дом Витберга, дом Сунцовых, где размещалась публичная библиотека.

В первые годы советской власть исторически ансамбль улиц был нарушен. Были построены «Дом связи» — одно из немногих в городе зданий конструктивистского стиля и здание первой в городе музыкальной школы. Позже ситуация продолжила ухудшаться — в центральной части улицы был построен дом хрущевской эпохи. Новые здания строились на месте разрушенной исторической застройки. Ввиду своих больших размеров они «давят» на окружающее пространство и перекрывают архитектурные памятники. В целом, советские вмешательство именуется исследователями как «вредительство». В постсоветское время были построены здание кукольного театра и скульптурная композиция в честь дымковской игрушки.

## Значимые здания и сооружения

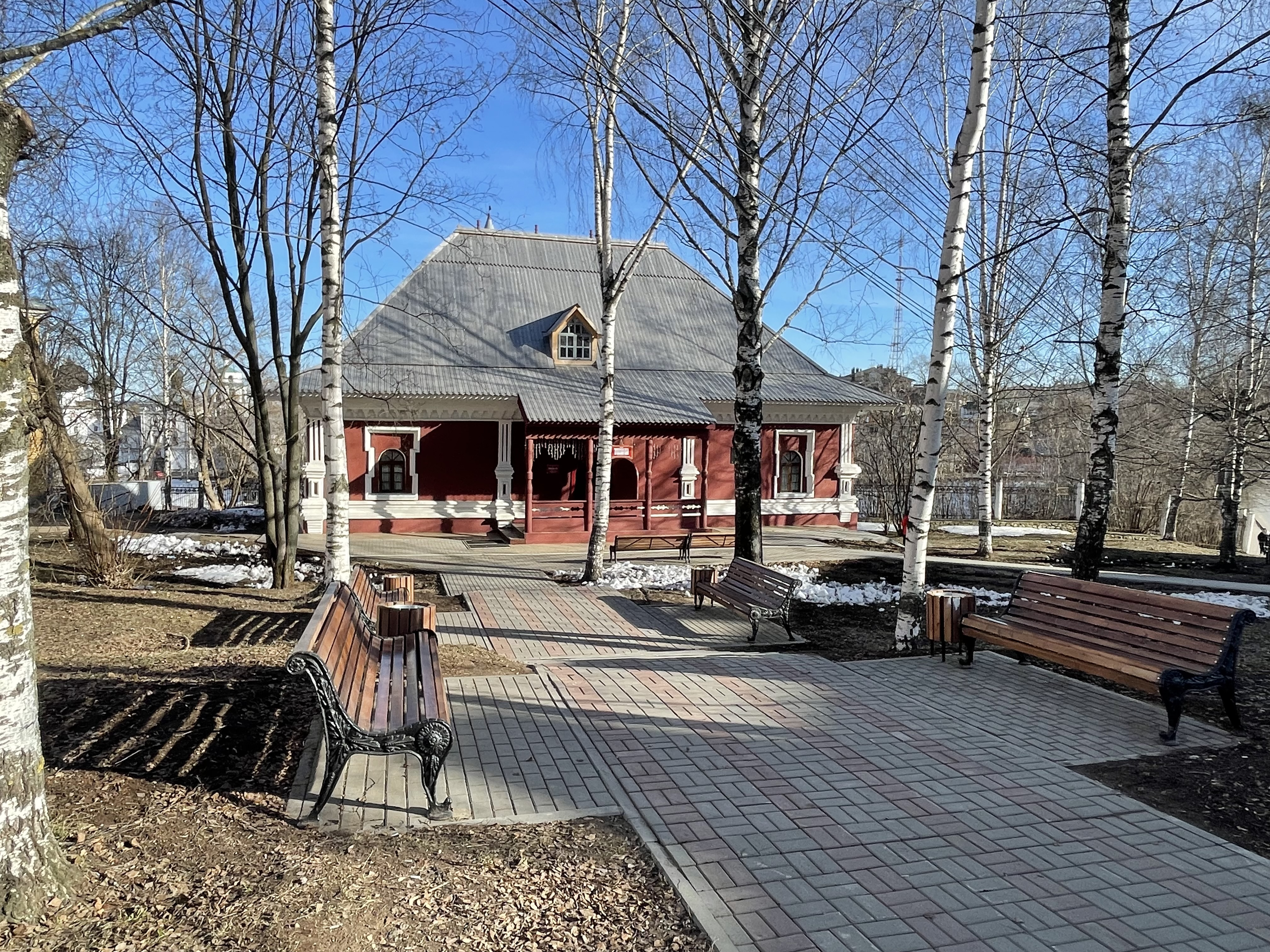
Питейный дом после реставрации

### Питейный дом (Приказная изба) (№ 4б)
Один из самых ранних сохранившихся памятников гражданской архитектуры города.
Самое раннее упоминание о здании относится к 1771 году, когда городской голова Вятки Яков Машковцев назвал это здание питейным домом. В то же время известно, что в 1746 году епископ Варлаам Скамницкий настаивал на том, чтобы снести все питейные избы, находящиеся рядом с комплексом Вятского Успенского монастыря и переместить в отдаленные от него места, вероятно намекая, в том числе, и на данный дом.
Представляет собой одноэтажное здание, спланированное по принципу крестьянской избы (изба-сени-клеть). Этаж украшен кирпичным карнизом, тонким пояском под окнами и наличниками-рамочками.
Принадлежало казне вплоть до 1864 года, когда было уступлено городской властью за 300 рублей. Начиная с 1865 года владельцами дома были различные купцы, содержавшие в нём трактиры.
В 1901—1907 годах в здании размещался ночлежный дом, который за свой счет содержало благотворительное общество. В 1909 году в дом снова вернулось питейное заведение. В 1918 году каменный дом с подвалом был занят военной гауптвахтой. В 1924 году муниципализирован и как коммунальное владение № 432 передан Ленинградскому потребительскому обществу. В 1932 году в здании размещался паточный завод артели «Рекорд».
За долгие десятилетия здание не получало должного ухода и к середине 20 века заметно обветшало. В начале 1970-х годов известный в России архитектор и реставратор Б. В. Гнедовский, писал: «Это самое раннее из сохранившихся каменных гражданских сооружений не только в Кирове, но, пожалуй, и во всей Кировской области, заслуживает лучшей участи. Его стены, заваленные „бочкотарой“, ждут своего освобождения, чтобы мастера-реставраторы‚ смогли подарить городу ещё один прекрасный памятник зодчества».
В 1973—1975 годах Кировские научно-реставрационные мастерские по проекту Бориса Васильевича и Л. Д. Лапкиной выполнили реставрационные работы строения. Здание было передано краеведческому музею, где расположился отдел народных художественных промыслов.
В 2018 году деятельность музея в здании была приостановлена по причине плохого состояния строения, в 2023 году работу по реставрации были завершены.
Название «Приказная изба» закрепилось за домом по ошибке. Его источник — одна фраза из описания, сделанная в 1895 году членом городской управы Н. Бронниковым: «Существует предание, что в доме этом была приказная изба».

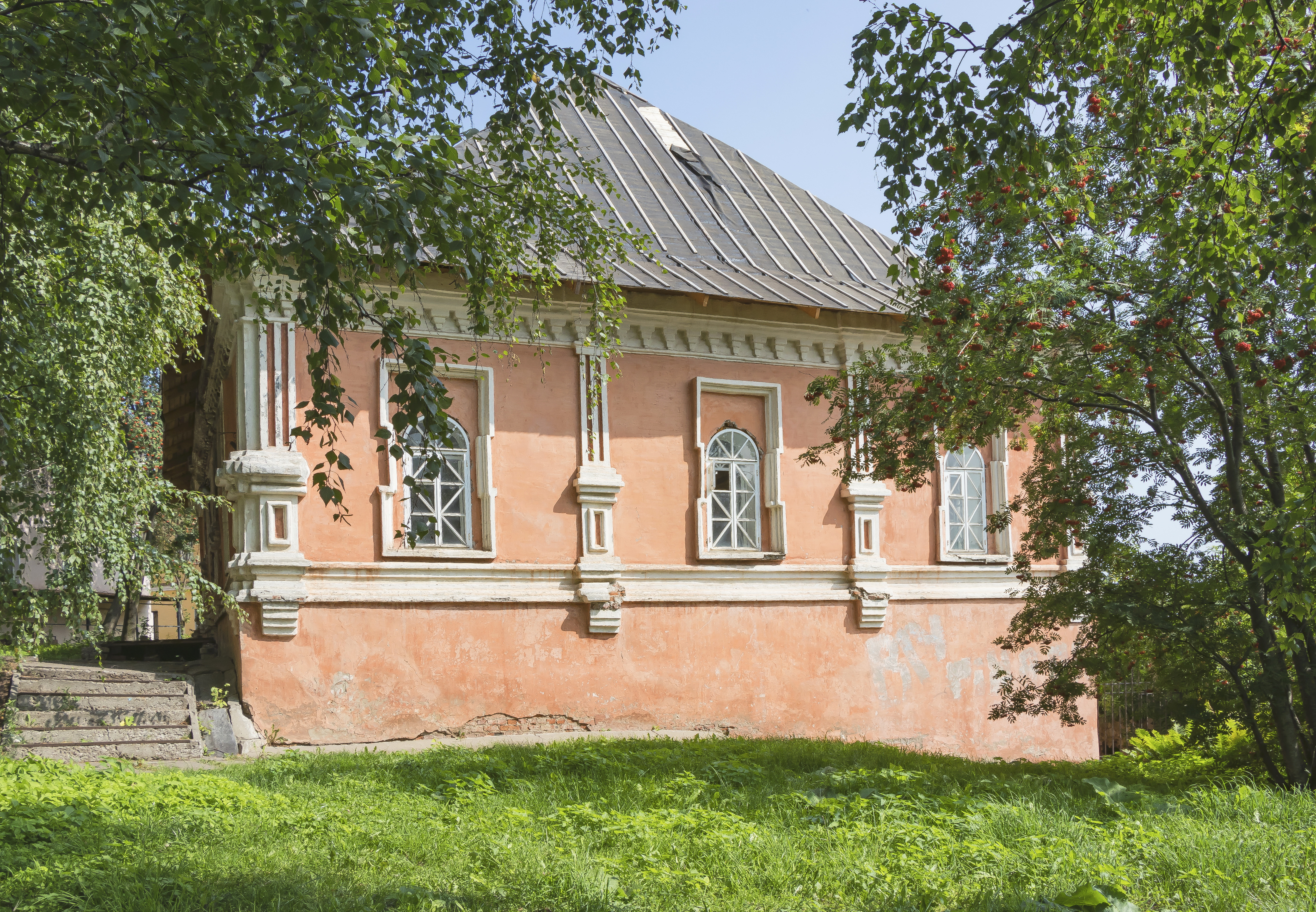
Торцевая часть здания
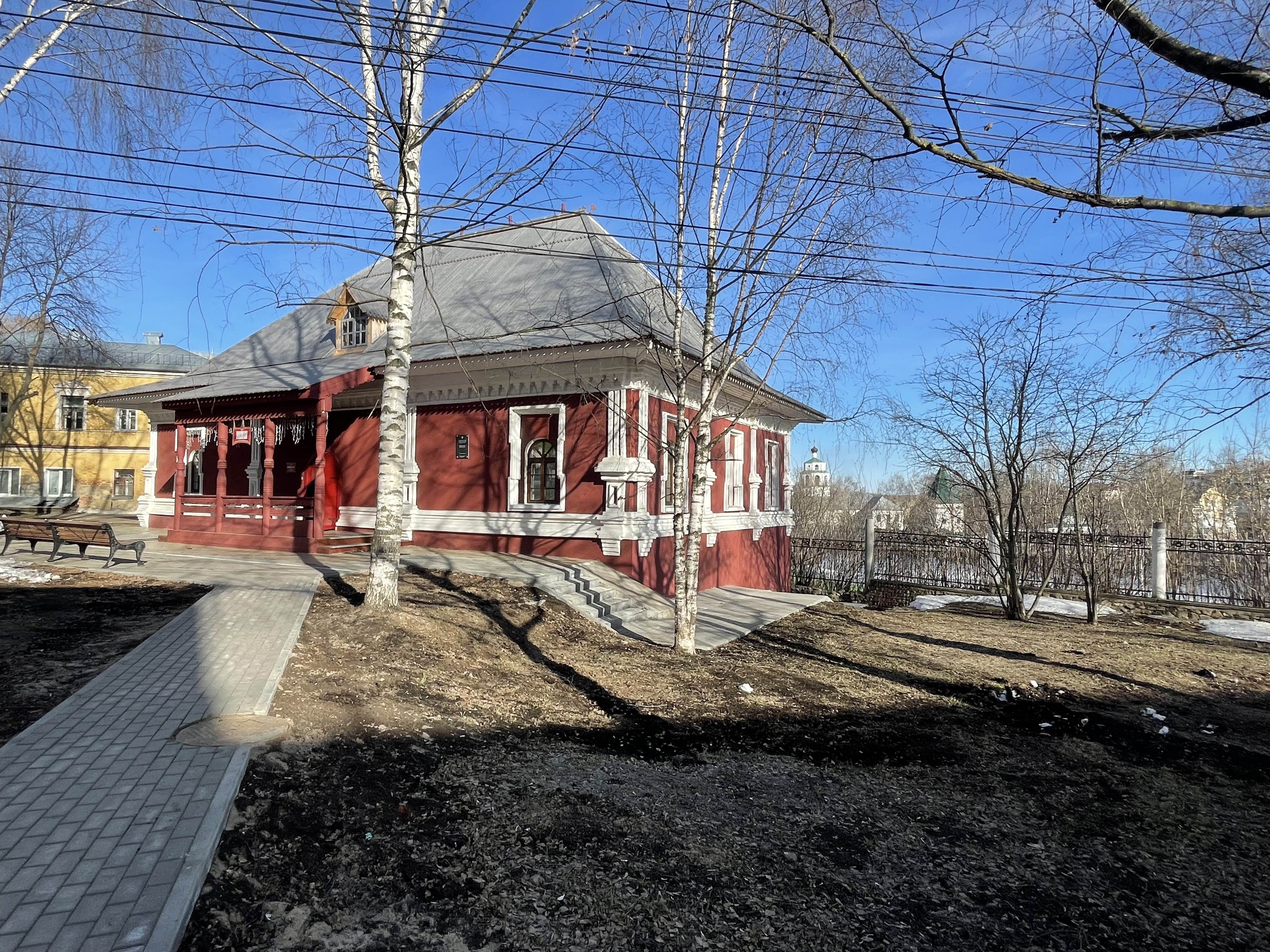
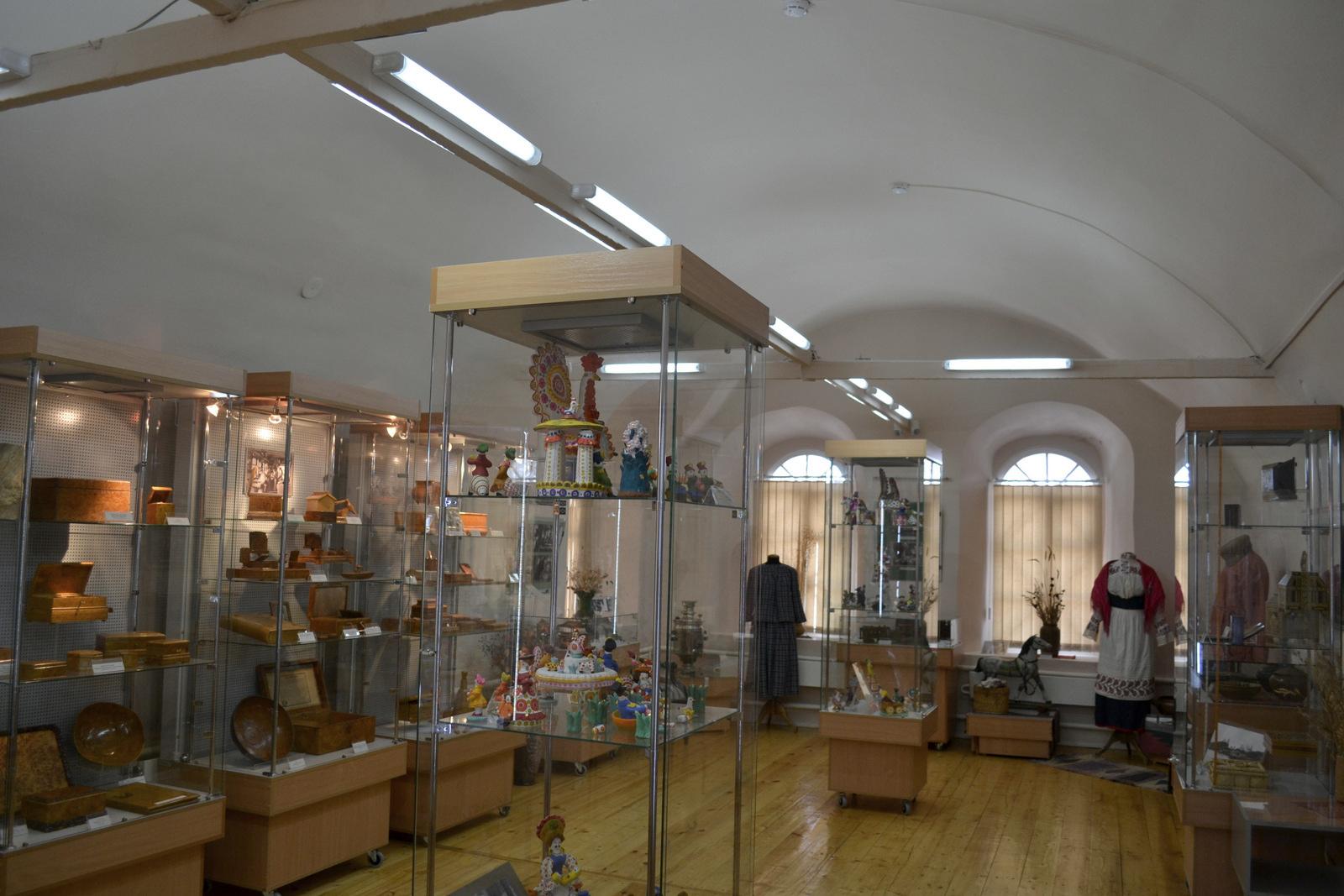
Интерьер

### Дом, в котором жил поэт Н. А. Заболоцкий (№ 4)

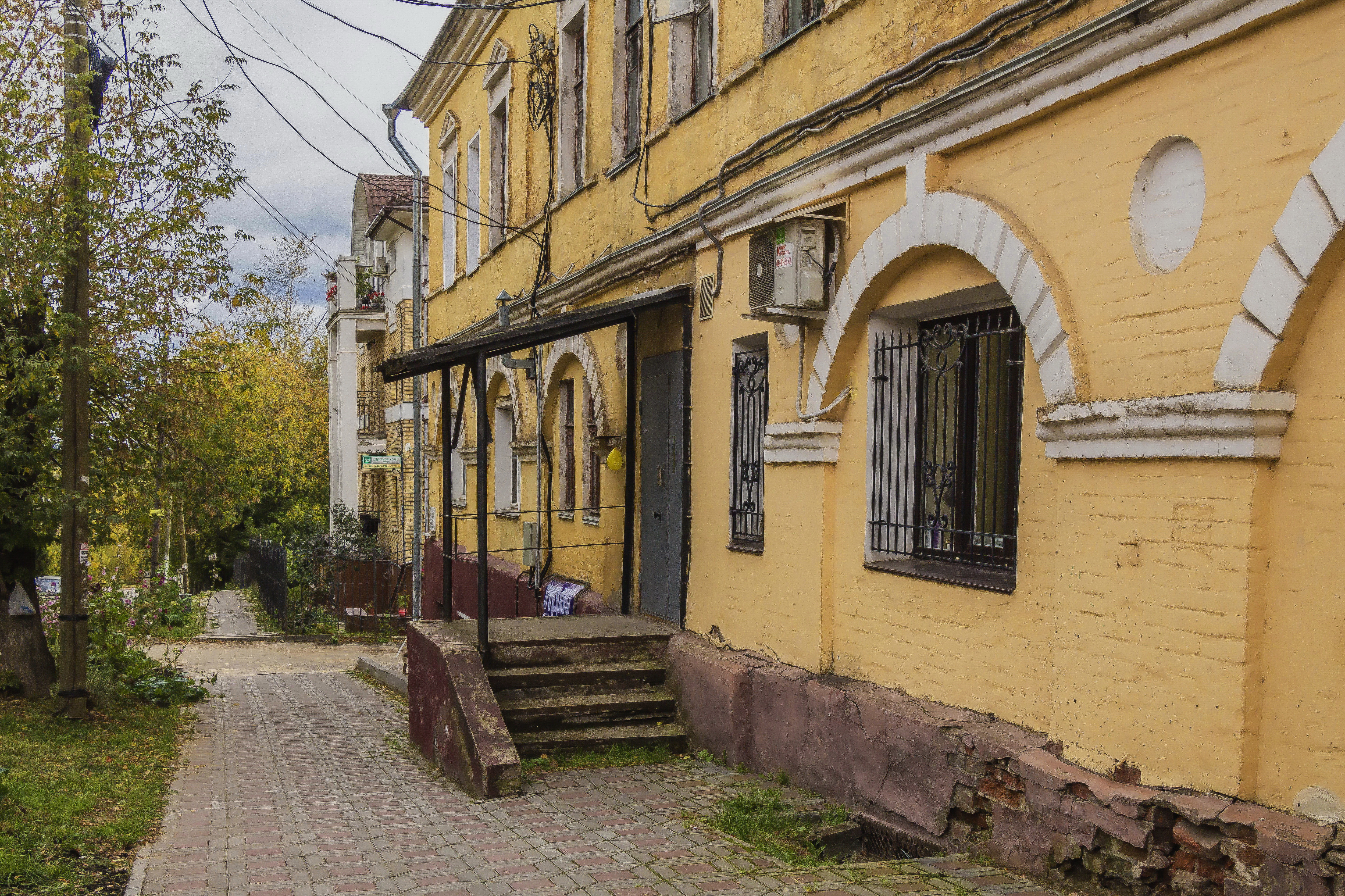

Каменный дом был построен в 1826 году по проекту архитектора И. Д. Дюссар де Невиля. В разное время здесь располагались торговые лавки купцов, жилые помещения и трактир. В 1881 году здание оказалось во владении Екатерины Александровой, представительницы известной купеческой семьи Александровых. Тогда в здании располагался трактир её мужа. В 1885 году Екатерина Александрова открыла на этом месте «Номера Александровых», через три года получившие статус гостиницы.
В 1918 году дом был муниципализирован и передан под жилье сотрудникам редакции газеты «Вятская правда».
Дом знаменит тем, что здесь проживал Алексей Агафонович Заболоцкий — отец поэта Николая Заболоцкого. В 1928 году поэт приезжал в этот дом погостить у своего отца.

### Магазин П. П. Клобукова, Магазин Сунцовых (№ 15)

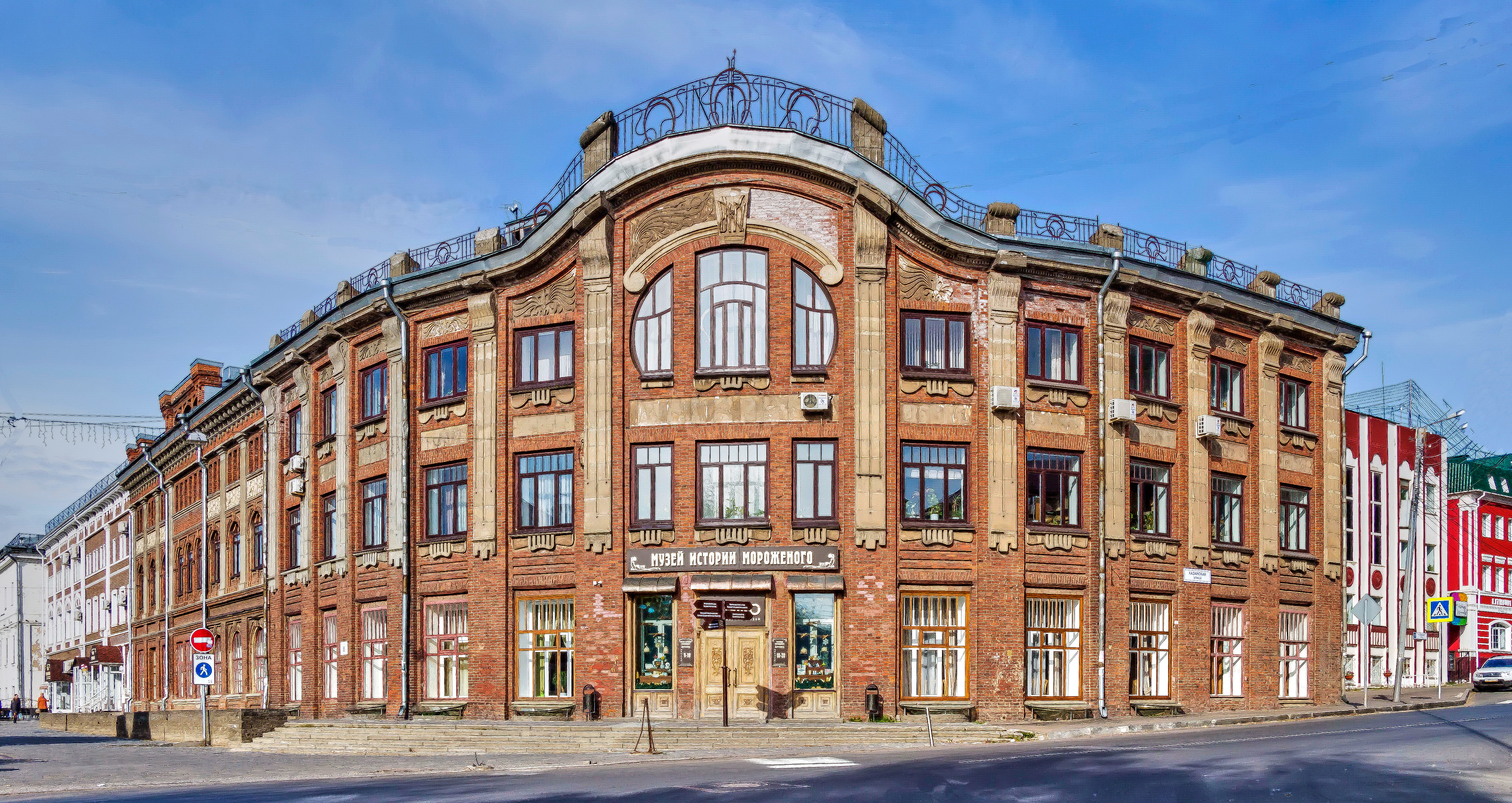

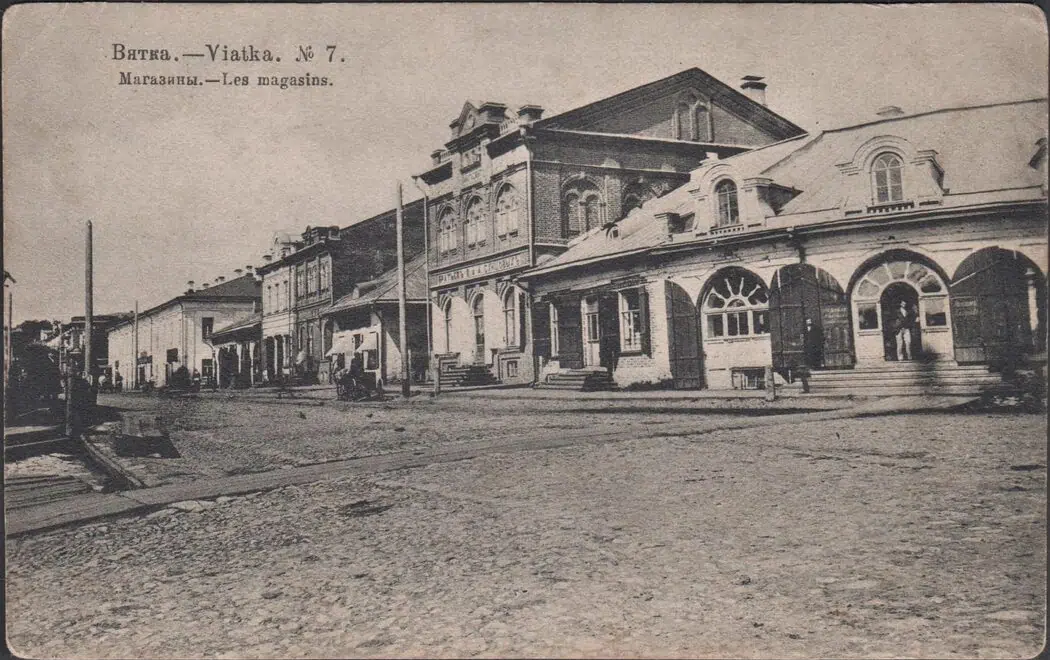
Торговые лавки на Спасской. В 1909 году здесь будет построен магазин Клобукова.

Издавна на углу Спасской и Казанской улиц располагались торговые ряды.
В 1799 г. купцом Калининым на месте здания был построен корпус каменных лавок. К началу XX века они стали ветхими и требовали ремонта, а на реконструкцию у владельцев не было денег. Частью помещений уже тогда владела купеческая семья Клобуковых. В 1903 году здесь за плату. публике для развлечения показывался выловленный в Красном море морской лев. Выступали актрисы и циркачи, которые сопровождали животное, для развлечения вятчан они изображали русалок и плавали в бассейне вместе с морскими львами.
В 1906 году все торговые помещения, состоявшие из восьми лавок и магазинов, вместе с земельным участком приобрел купец Клобуков.
Нынешнее здание возведено в 1909 году архитектором Иваном Чарушиным в стиле модерн. Магазин пристроен к располагающимся вдоль Спасской торговым рядам.
Магазин представлял собой аналог нынешних торговых центров. Петр Клобуков лично приглашал вятских купцов в свой магазин. На первом этаже торговали хозяйственными товарами, галантерейной продукцией, продавали бакалею, вина. На втором этаже продавали чай и сахар, а третий занимал сам Петр Павлович Клобуков, предлагая магазин тканей и ателье.
В 1918 году магазин Клобукова был муниципализирован.
Сегодня здесь работает Кировский колледж музыкального искусства им. И. В. Казенина, а на первом этаже располагается музей мороженого «Артико».

### Дом И. С. Репина (№ 6)

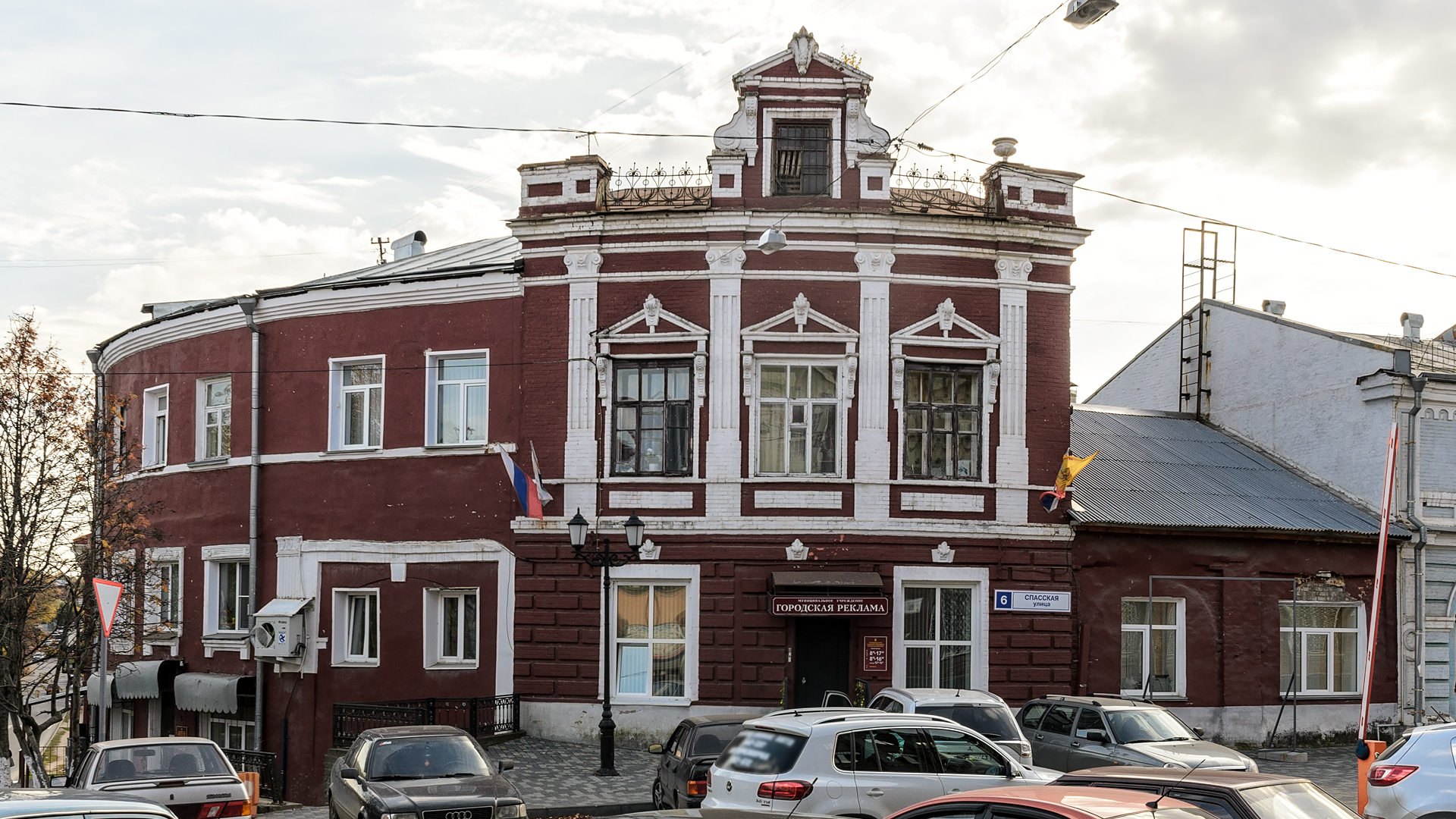

По адресу представлен комплекс торговых зданий, начинающихся от перекрестка улиц Спасской и Ленина и заканчивающихся у перекрестка с Казанской.
Здание на перекрестке Спасской и Ленина — Дом купца И. С. Репина построено в 1817 году, вероятнее всего, по проекту архитектора Н. А. Андреевского. Первоначально была построена лишь часть протяжённого корпуса — угловой объём и южное крыло по Вознесенской улице. Восточное крыло по Спасской улице достраивалось позднее, предположительно в 1830-е годы.
В 1840-х годах сын купца устраивает здесь гостиницу. К 1898 году по решению специальной комиссии здание было признано аварийным и подлежащим капитальному ремонту. В ходе ремонта были полностью заново сложены стены, выходящие на Спасскую и Николаевскую улицы, изменена планировка здания, появился третий этаж, был создан скошенный угол на перекрестке. После перепланировки здесь вновь была открыта гостиница, часть помещений сдавалась под торговые предприятия. Гостиницы, располагавшиеся в здании, носили примечательные имена: «Киевские номера», «Стокгольмская», «Европейская».
Торговые помещения занимали различные лавки: чайная, винная, часовая, один из первых в городе книжных магазинов, булочные и кондитерские. Здесь располагалась типография, трактиры, вятская губернская Строительная Комиссия, около года существовало приходское училище с воскресной школой.
В 1896 году здесь впервые демонстрировался вятской публике фонограф Эдисона.
После муниципализации 1918 года здание принадлежало горкомкоммунотделу, в нём по-прежнему располагались магазины, бывшие жилые помещения и гостиничные номера заняли коммунальные квартиры.
В советские годы здание подверглось перепланировке, были устроен новые перегородки, убраны некоторые стены, большую часть окон антресольного этажа преобразовали из спаренных в единичные, растесали под витрины проемы первого этажа на западном фасаде.

В 2024 году комплекс зданий был отреставрирован.

Центральный комплекс торговых рядов
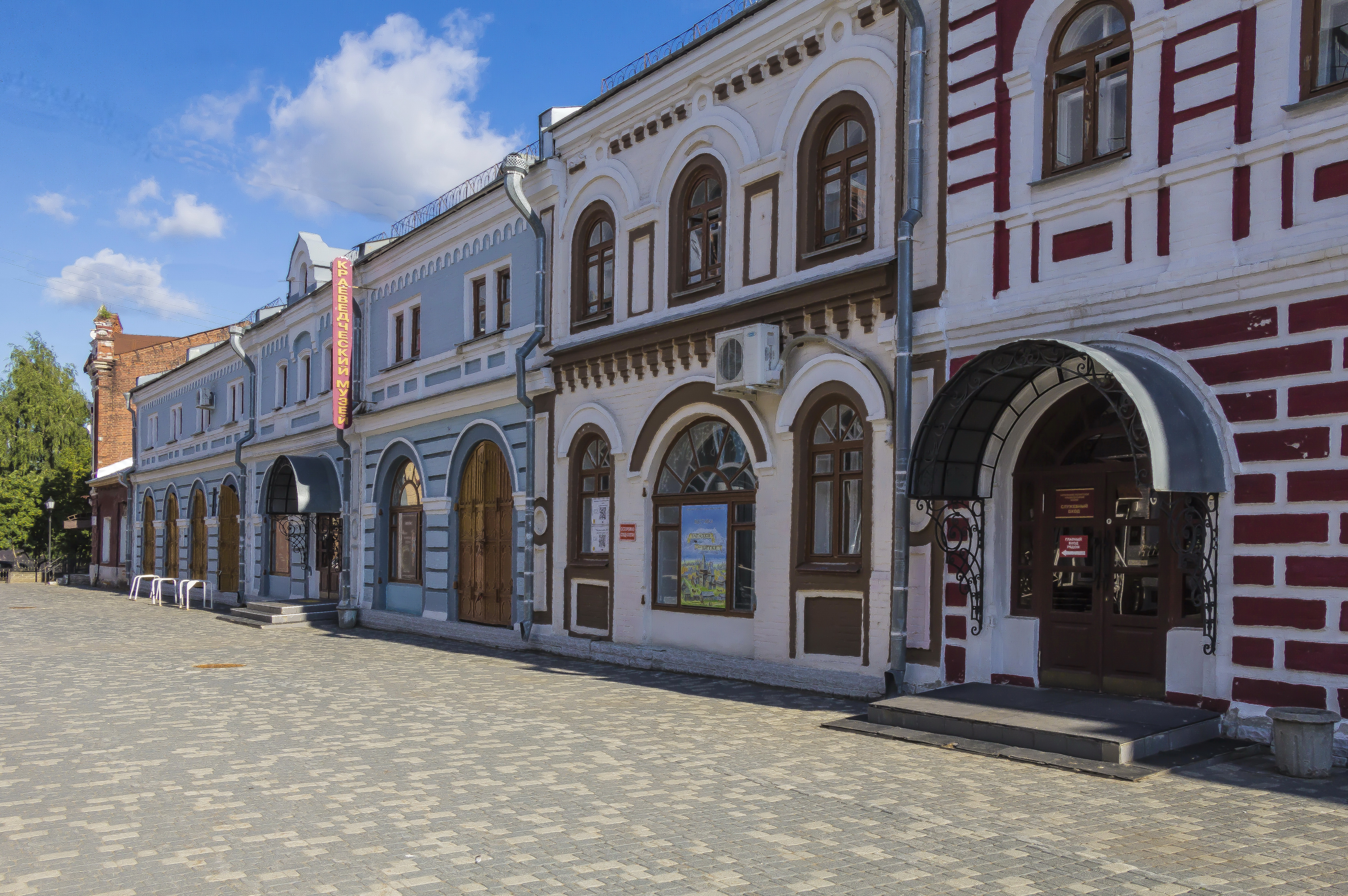
Западный комплекс торговых рядов
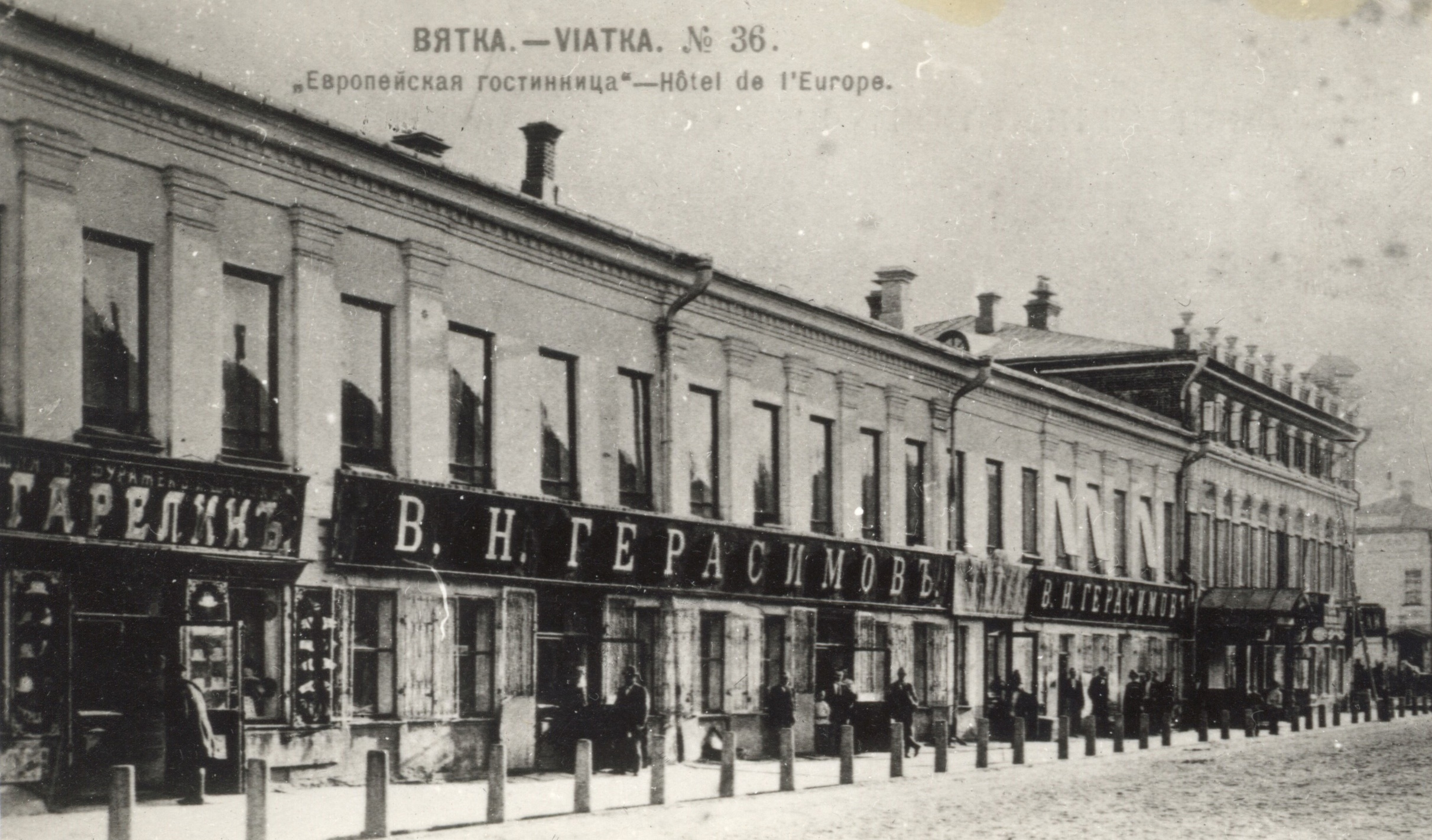
Торговые ряды в 1910 году
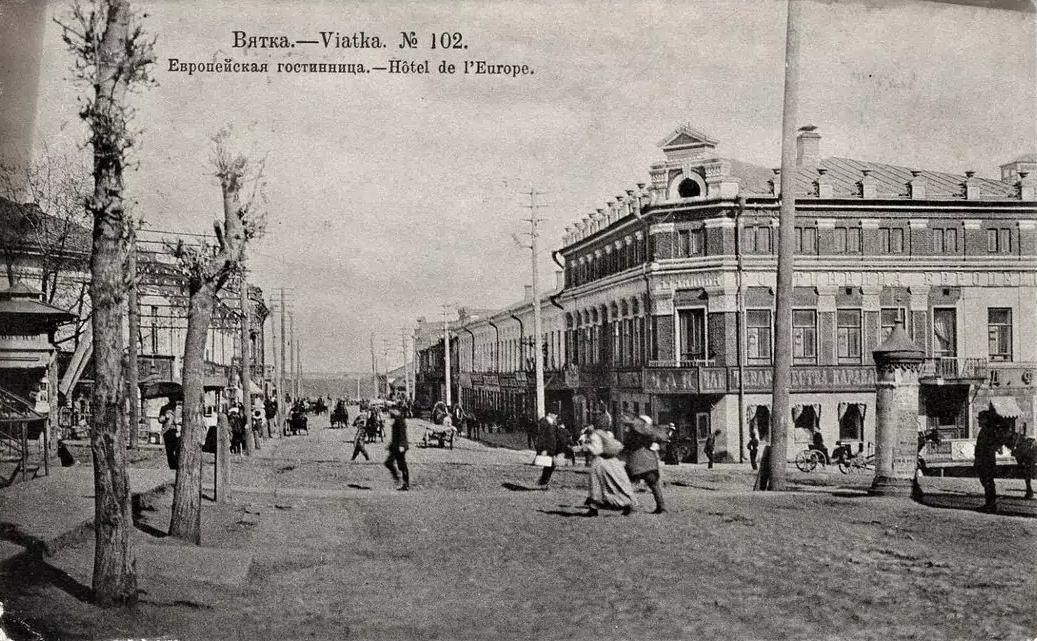
Гостиница «Европейская» в 1910 году

### Здание Общественного собрания (№ 17)

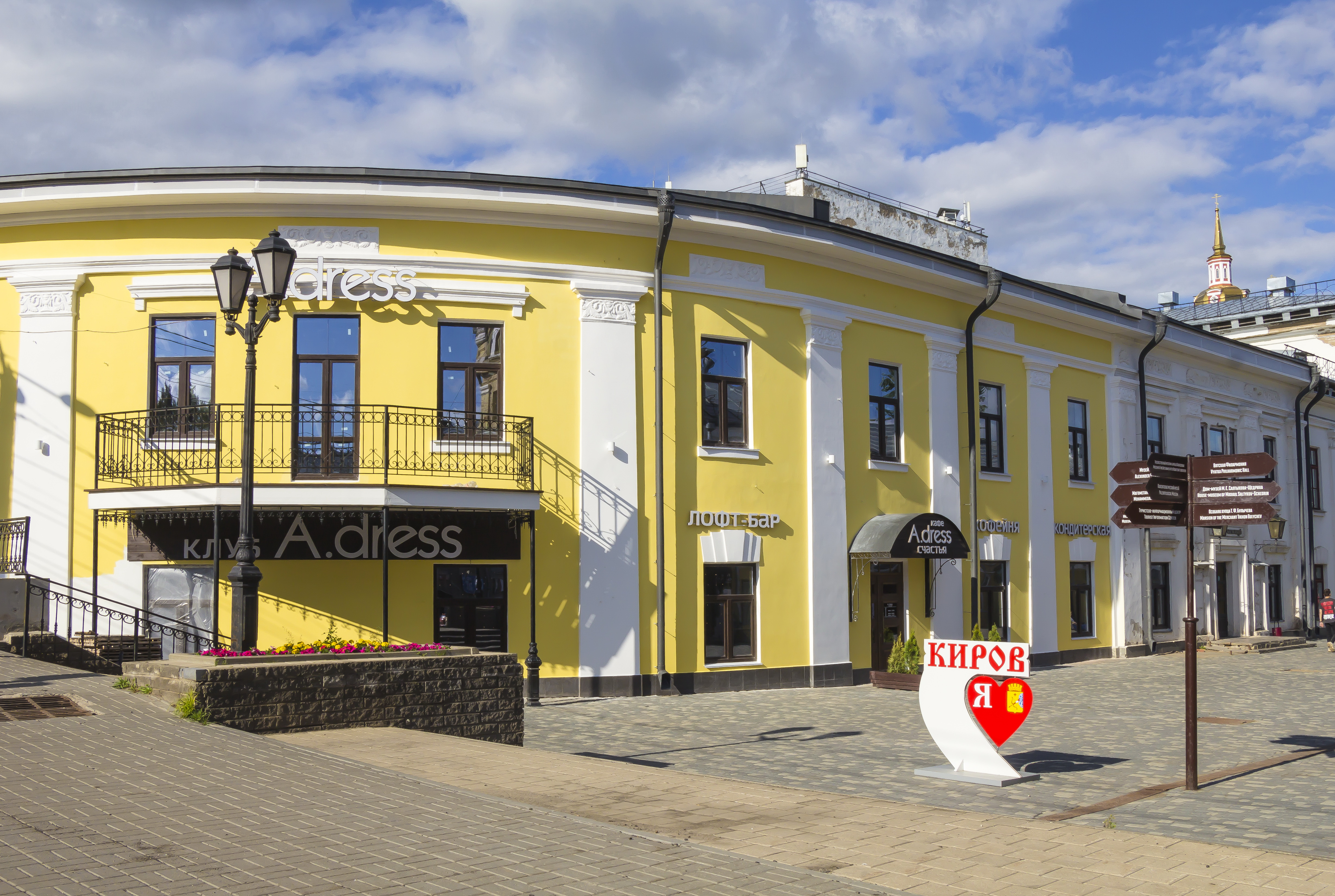

Построено в 1813—1816 годах для купца П. Г. Аршаулова. В 1836 году перешел во владение Е. И. Репиной, а в 1856 году к Я. А. Прозорову, который пожертвовал здание Вятскому благотворительному обществу.
В 1826 году в здании расположился клуб — «Благородное собрание», участники которого играли в карты, устраивали любительские театральные сценки, собирая деньги на благотворительность, собирали музыкальные танцы.
В 1837 году открылась «Вятская общественная библиотека», на открытии которой А. И. Герцен прочитал свою знаменитую речь — гимн книге и просвещению.
В 1867 году клуб стал называться «Общественным собранием», продолжая оставаться центром культурной жизни города.
В 1918 году здание было муниципализировано, в нём расположился отряд латышских стрелков во главе с В. М. Азиным.
В 1927 году здесь расположился музей Революции, а в 1935 году к нему присоединился музей краеведения (бывший Алабинский). А летом 1941 года сюда же вошли антирелигиозный музей и НИИ краеведения
С конца 1930-х годов и поныне здесь размещается Театр на Спасской.

### Здание Волжско-Камского банка, Кардаковский магазин (№ 19)

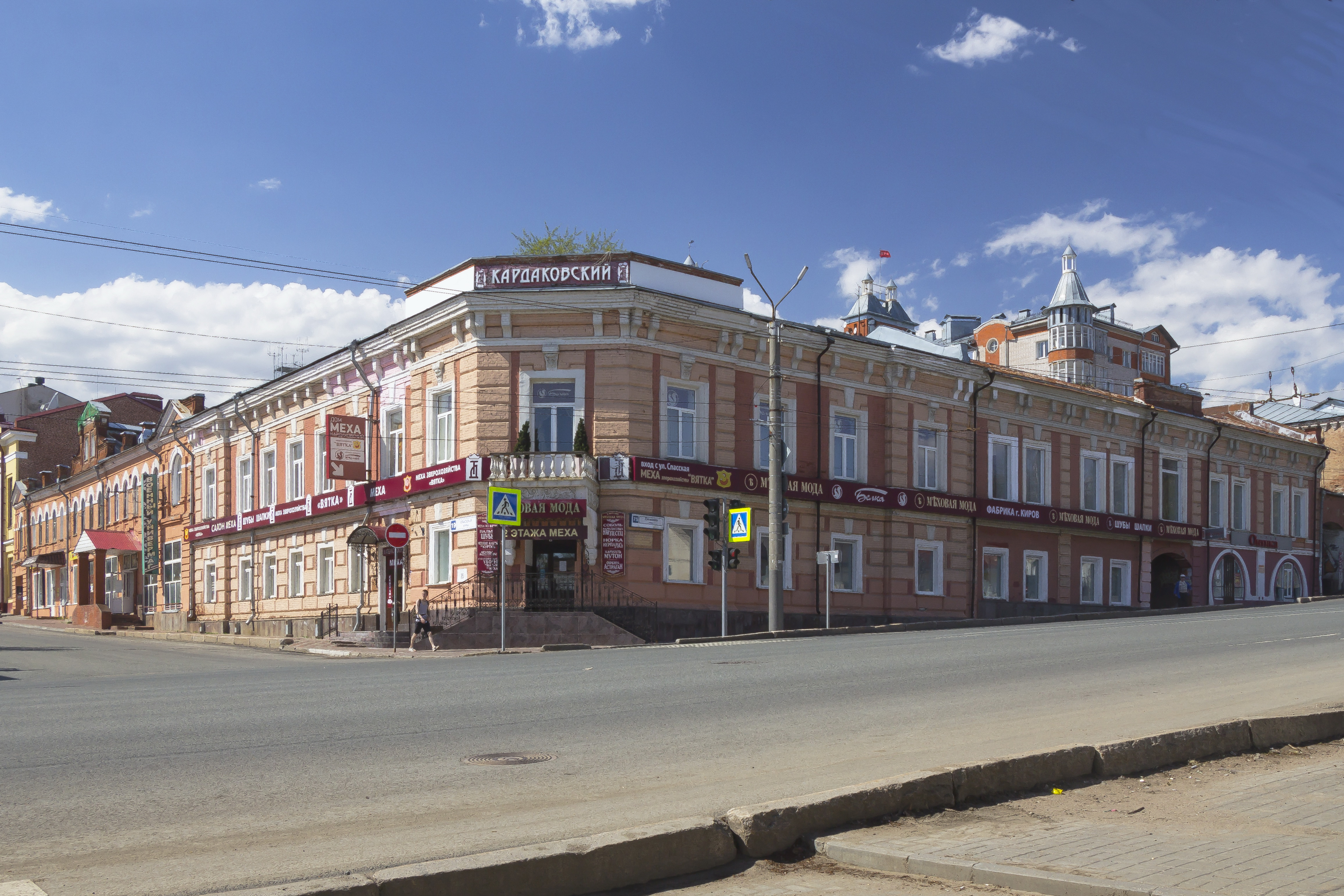

В 1875 г. место на северо-западном углу современных улиц Спасской и Ленина приобретает Волжско-Камский банк. Все старые строения на этом участке сносят, а городская управа дает разрешение на постройку нового, каменного, здания.
Здание было построено в 1879 году, в нём разместился сам Волжско-Камский банк, а также разные торговые заведения.
С 1902 года в доме работает магазин купца И. С. Кардакова. В 1914 году открывается Торговый дом «Иван Семенович Кардаков с сыновьями». Магазин Кардакова стал первым универсальным в городе, самым крупным по ассортименту товаров.
1 декабря 1917 года с крыши магазина была обстреляна проходившая по улице Ленина демонстрация солдат и рабочих. Это событие оказалось впоследствии увековечено на полотне Кировской диорамы. Для самого Кардакова это было поводом для серьёзных опасений за свою жизнь, вследствие чего он был вынужден уехать из Вятки.
После муниципализации в 1918 г. в здание магазина Кардакова сначала переехал Бумтрест, там же размещались весь советский период торговые учреждения.
Сейчас здесь вновь находится торговый центр, с таким же названием, как и до революции — «Кардаковский».

### Дом Татаурова (№ 8)

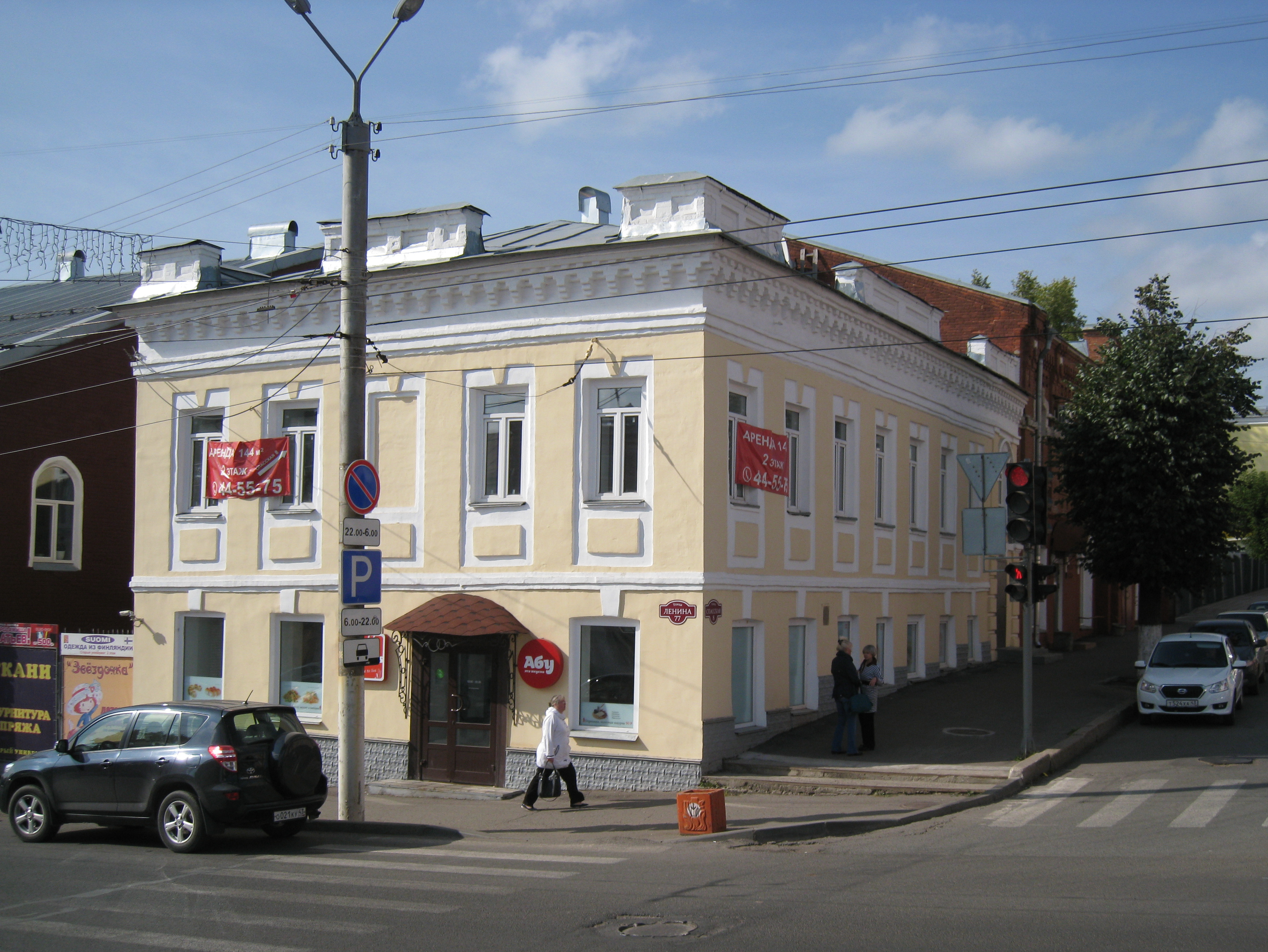

Здание построено в 1796 году по проекту Филимона Рослякова для кафедрального священника Ивана Татаурова.
После смерти священника, вплоть до революции, зданием владело мещанское общество, которое сдавало здание под различные нужды. Так, в дома располагалось общество врачей, практиковавшее бесплатный прием больных, трактир, редакция газеты «Вятский край», магазин чаев. Чуть позднее дом удлинился по Спасской кирпичным пристроем.
По свидетельствам современников, в 1901 году в этом доме заезжие греки показывали живого страуса, пойманного в Африке, а также страусиные яйца. Страус побывал в дореволюционной Вятке по крайней мере несколько раз. Так, в 1913 году газетные объявления снова зазывали горожан в данным дом посмотреть на африканскую диковинку.
В советские годы в данной здании находилось Кировское отделение Волго-Вятского книжного издательства. Отделение закрылось в 1995 году. С тех пор здание занимают офисные помещения и кафе.

### Дом Аверкия Перминова (№ 10а)

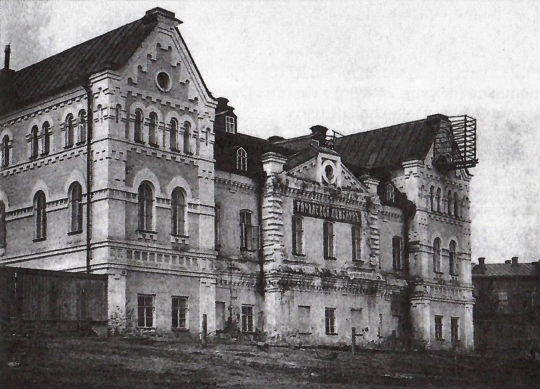
Фотоснимок от 1911 года

Один из старейших памятников архитектуры города.

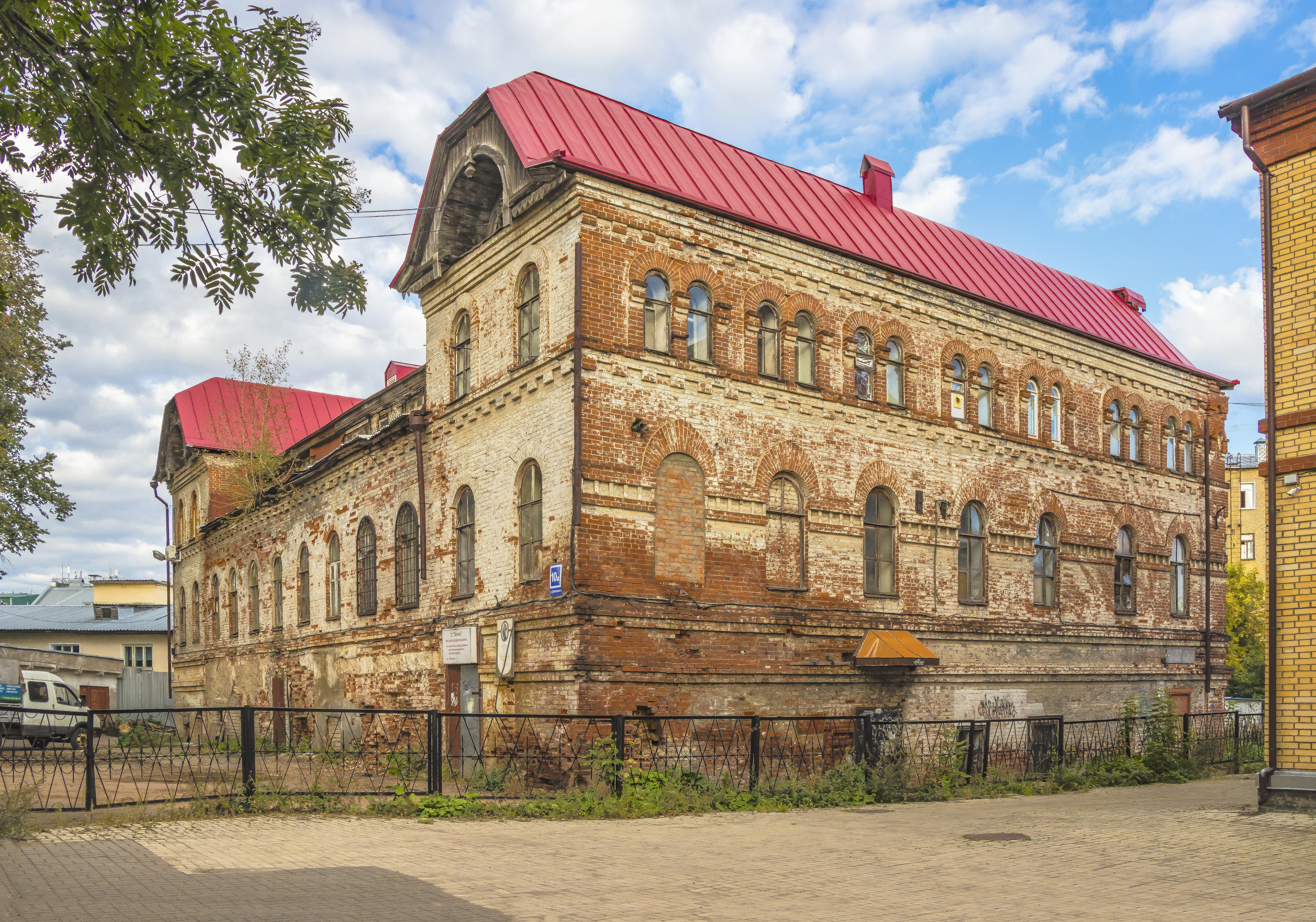

За всю свою историю дом посещали математик Н. И. Лобачевский, автор «Исторического обозрения Сибири» П. А. Словцов, поэт В. А. Жуковский, хирург В. А. Короваев, статистики этнограф Е. К. Огородников, фольклорист В. Г. Варенцов и, наконец, государи Александр I и Александр II.
Располагается в глубине квартала, между улицами Спасской и Герцена, за «Домом чекистов» по улице Ленина.
Двухэтажный жилой дом на древней Никитской улице Перинов построил, как считается, в 1752 году, после пожара, уничтожившего большую часть Вятки. Дом остается одной из единственных примет стародавней планировки города.
По свидетельствам современников, дом казался громадным и неуклюжим, внушал суеверный страх‚ подкрепленный вероятно, рассказами старожилов, что в свое время подручные воеводы Перминова пытали здесь «воров» в его ныне засыпанном подвале, где раньше якобы видели вделанные в потолок кольца «дыбы» и ниши в стенах для пыток.
Прототип дома Перминова можно найти среди «образцовых» проектов Комиссии о строении Санкт-Петербурга 1737 года. Известно, что в провинции столичные проекты подвергались основательной корректировке. В отличие от «образцового» проекта дом Перминова поднят на высокий подклет, по длине сокращен на четыре окна.
При каждой перемене владельца дом Перминова «приспосабливали» к его новому назначению. Капитальной перестройке дом был подвергнут в 1903—1904 годах, когда по проекту городского архитектора инженера Э. К. Нюквиста осуществлена перепланировка второго этажа, пристроены два трехэтажных крыла, а над вторым этажом устроена мансарда.
В настоящее время памятник находится в плачевном состоянии и ожидает работы реставраторов.

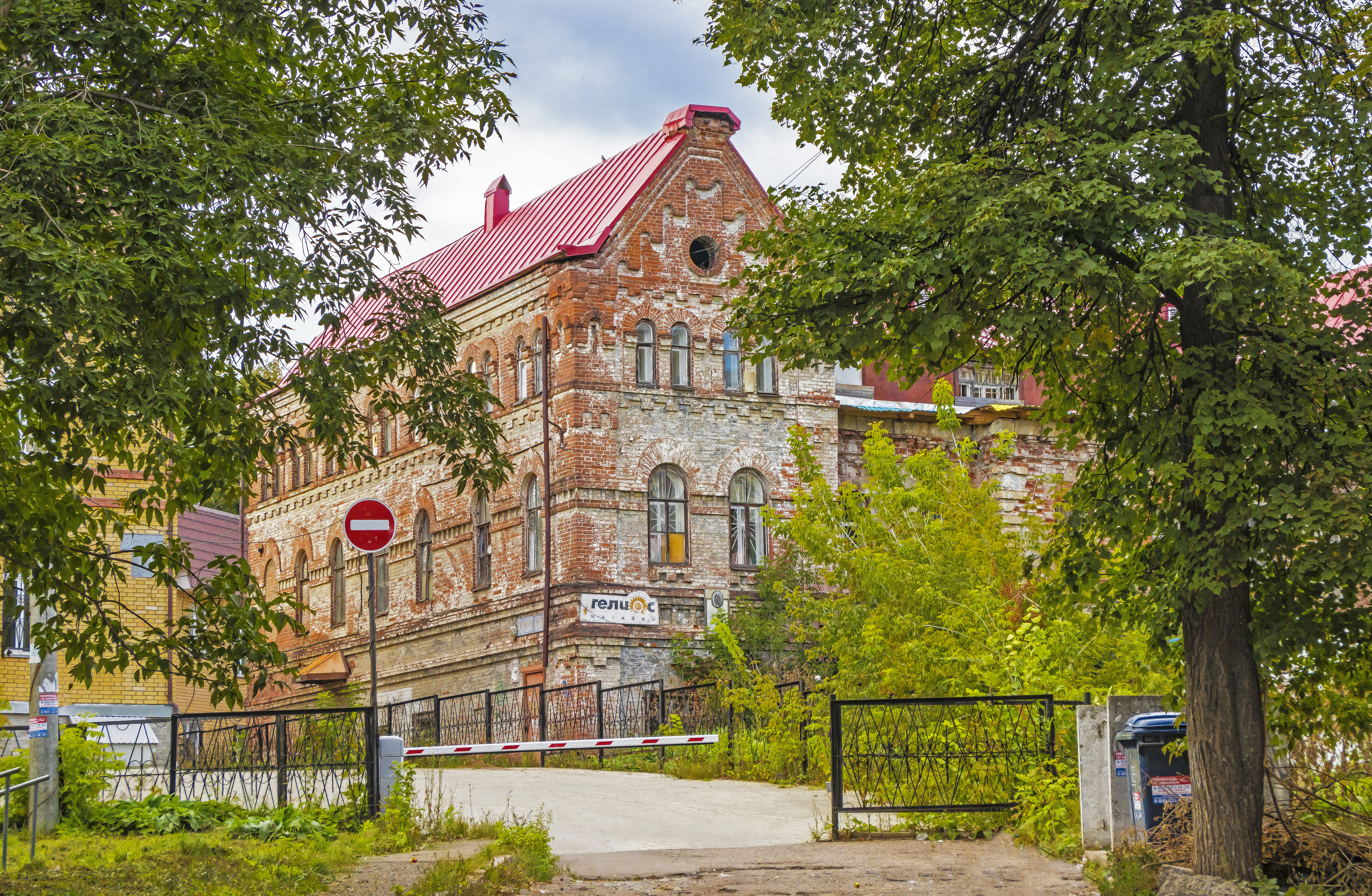
Передняя часть фасада
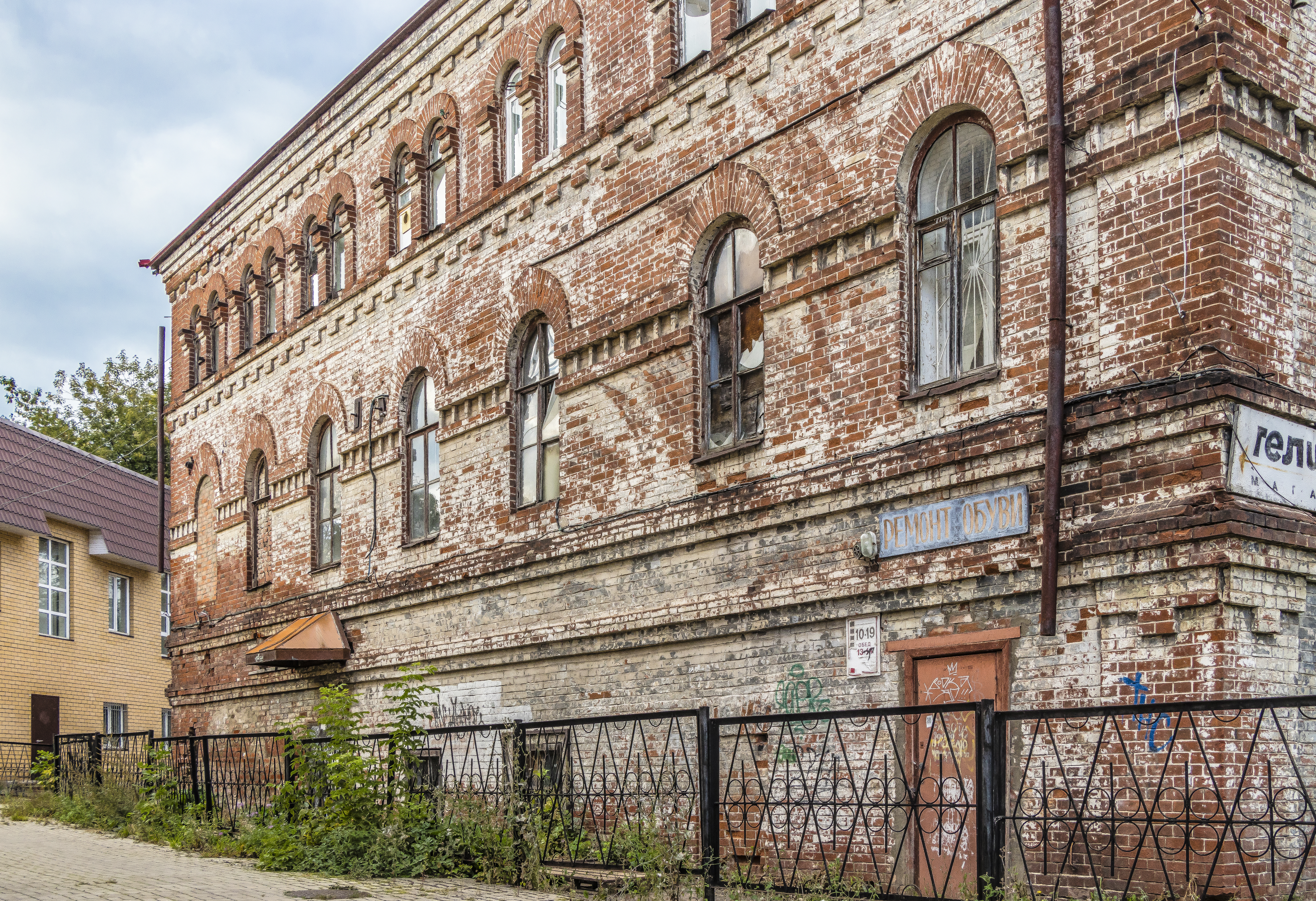
Торцевая часть
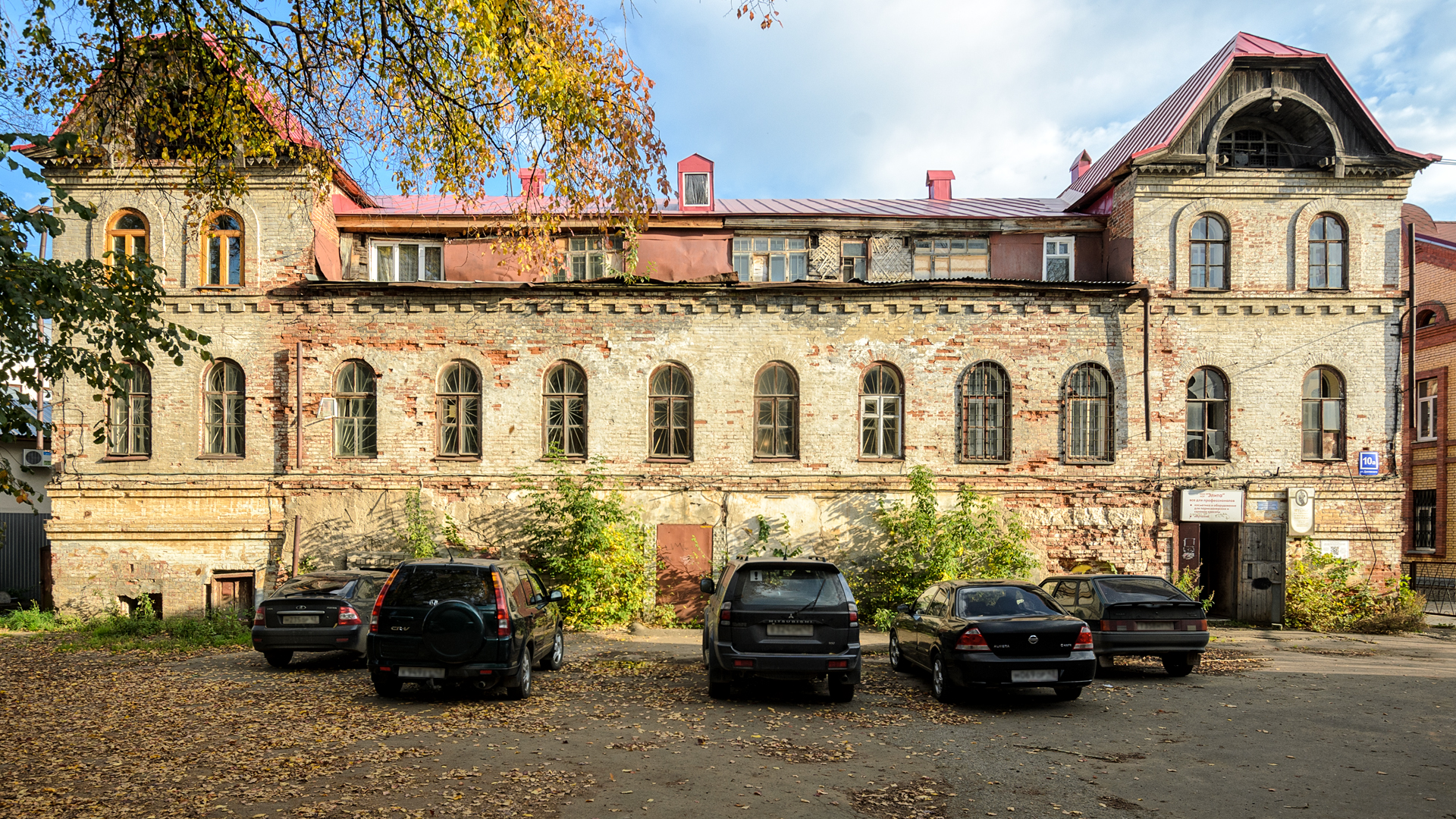
Задняя часть

### Усадьба С. Я. Машковцева, Мужская гимназия (№ 12, 12а, 12б)

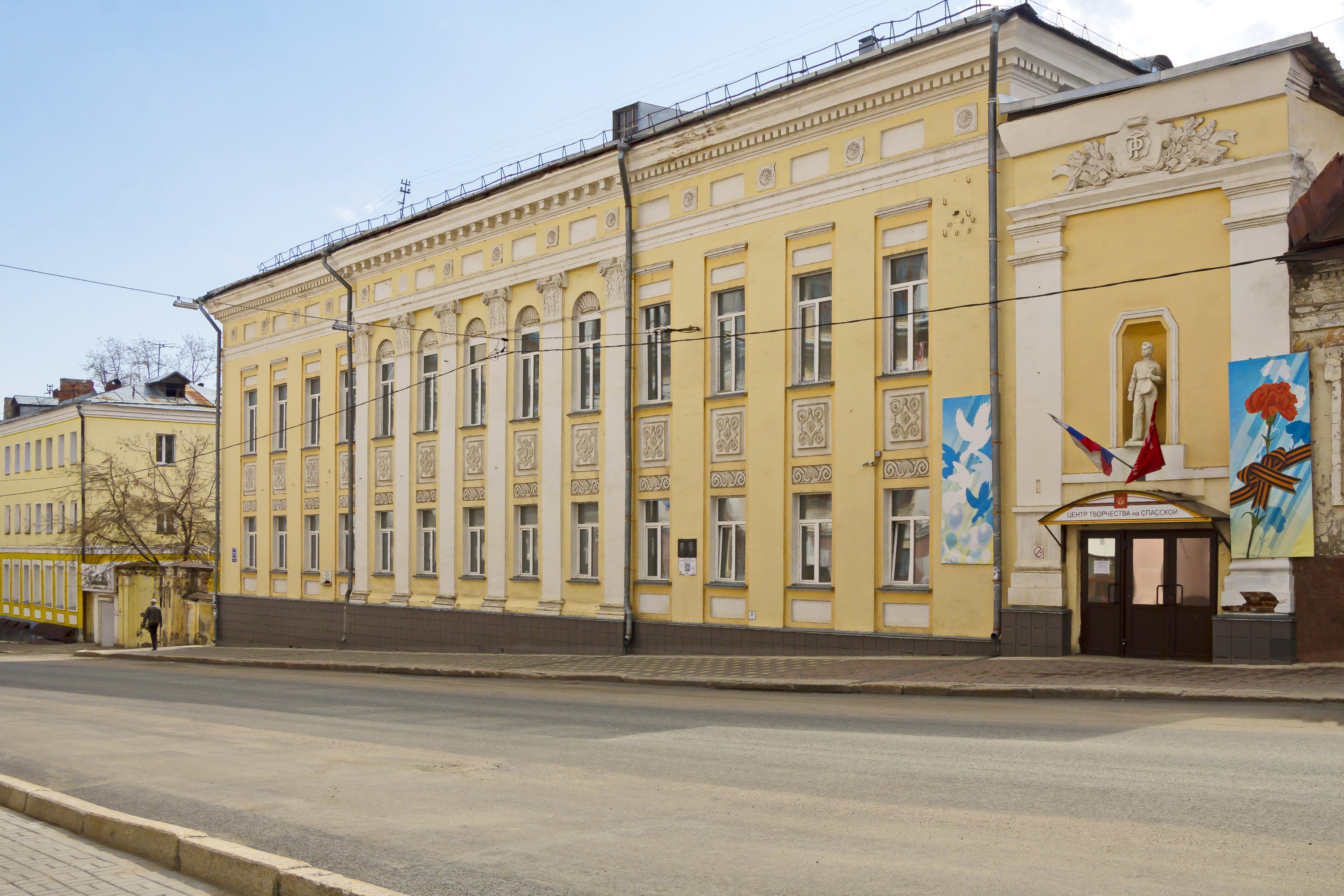

В 1792 году на южной стороне Спасской улицы для постройки каменного дома было отведено обширное место. Архитектор — Филимон Росляков. «Задний» двор усадьбы поражал своим богатым убранством. Здесь поместился полный набор хозяйственных построек, необходимых богатой и многочисленной купеческой семье, включая садки для свежей рыбы и пруды.

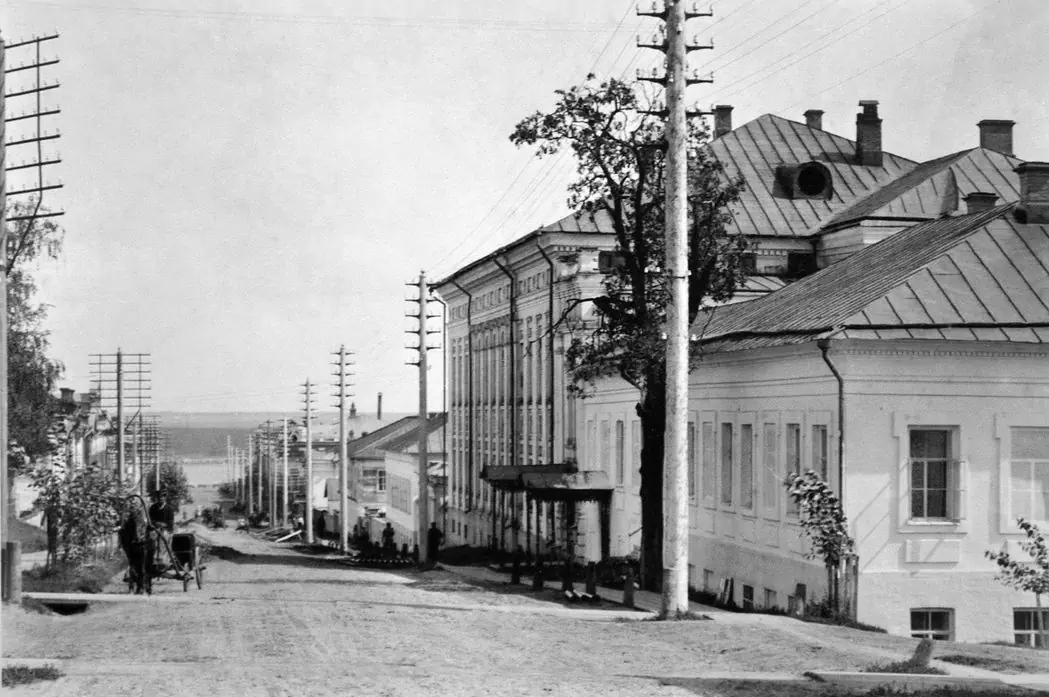
Усадьба в 1910-х годах.

Усадьба состояла из большого двухэтажного каменного дома с подвальным хозяйственным и антресольным этажами и фланкирующих его одноэтажных флигелей, которые были связаны глухой каменной оградой с воротами. Центральная постройка, в то же время, была украшена весьма сдержано — едва выступающий ризалит, ионические пилястры вместо лопаток в центре фасада, полукруг в завершении окон и несколько более крупные кронштейны карниза.
Один из очевидцев в первой половине XX века описывал усадьбу так: «Дом представлял роскошный и симпатичный вид. Зала была с хорами, на потолках орнаменты и рисунки, печи в пёстрых, затейливых изразцах, каждая комната окрашена в особый цвет: зала была палевая, гостиная — небесно-голубая, угольная или чайная зелёная. Но ещё более отрады представлял сад — громадный, с оранжереями, беседками, павильонами и четырьмя прудами, из которых ближайший к дому был так глубок и обширен, что по нему ездили на лодке, а посередине был перекинут красивый мост».
В 1841 году дом был куплен для размещения гимназии, до этого скитавшейся по разным зданиям в городе. В 1918 году вся усадьба была муниципализирована и передана педагогическому институту и жильцам. После 1924 года в главном здании разместилась школа имени Тургенева, затем — Дом культуры профтехобразования, после преобразованный в областной центр технического и художественного творчества учащихся и работников профессионального и технического образования. Сейчас в здании продолжают располагаться различные творческие заведения.

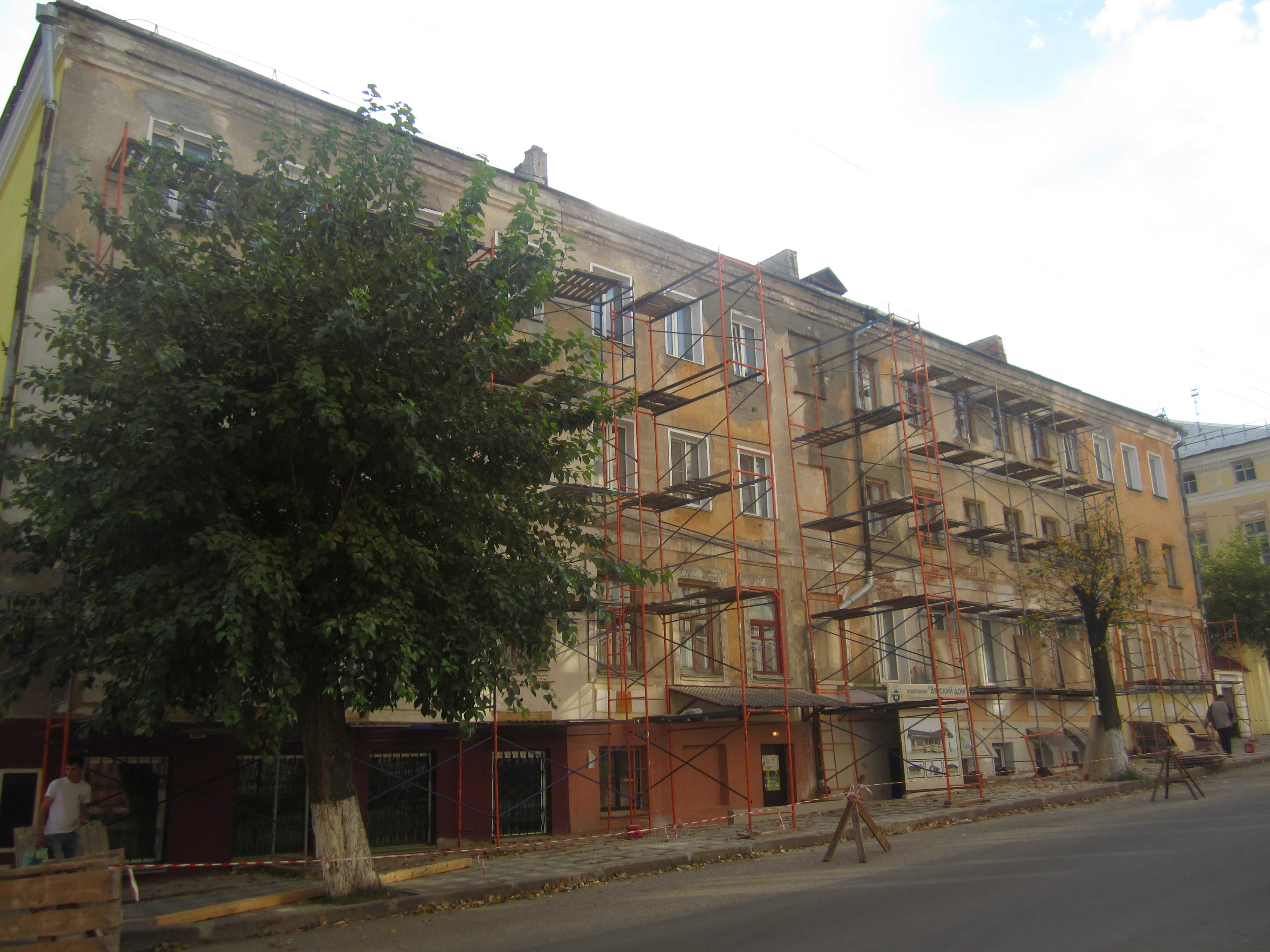
Восточный флигель
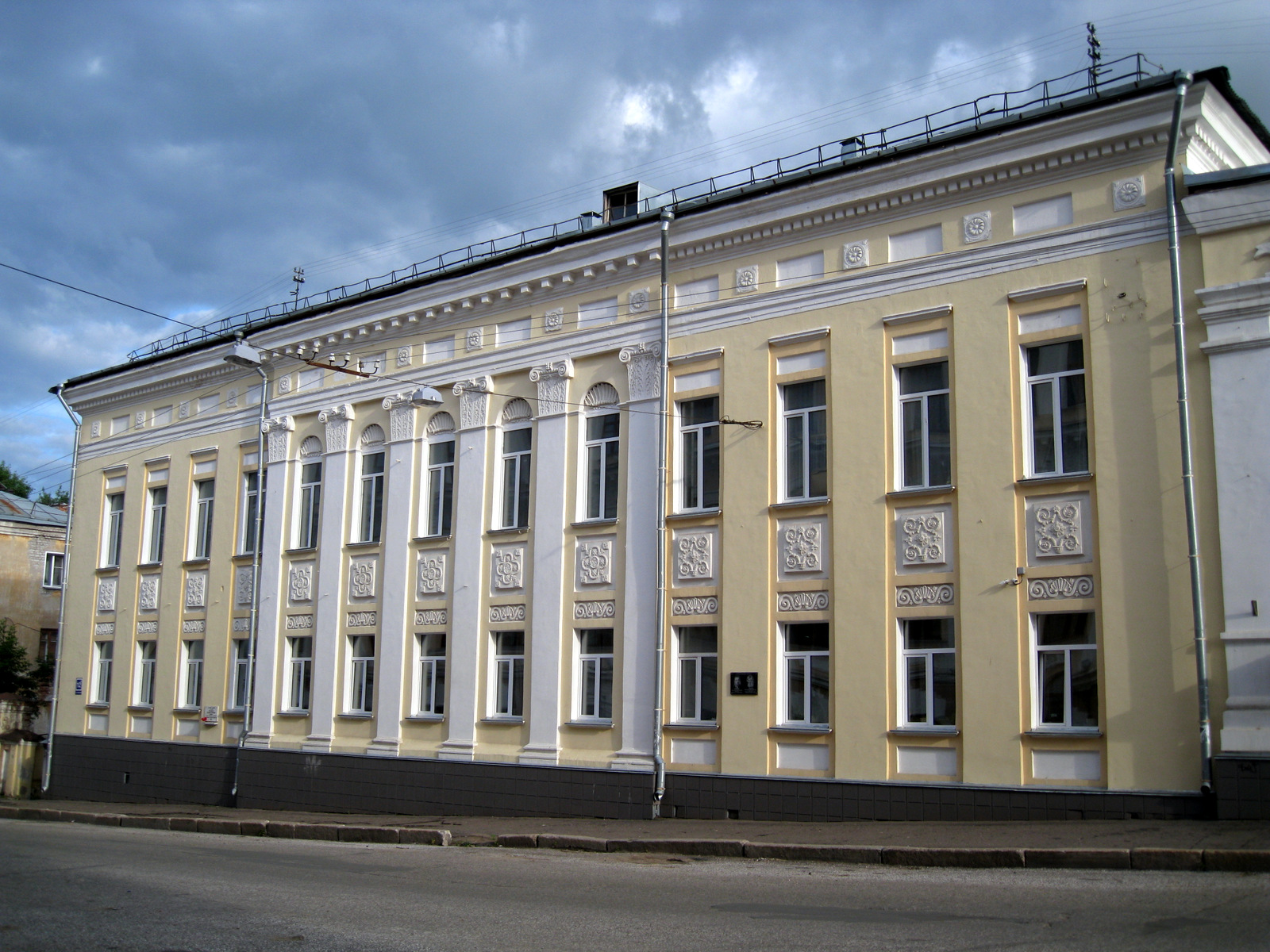
Центральный дом
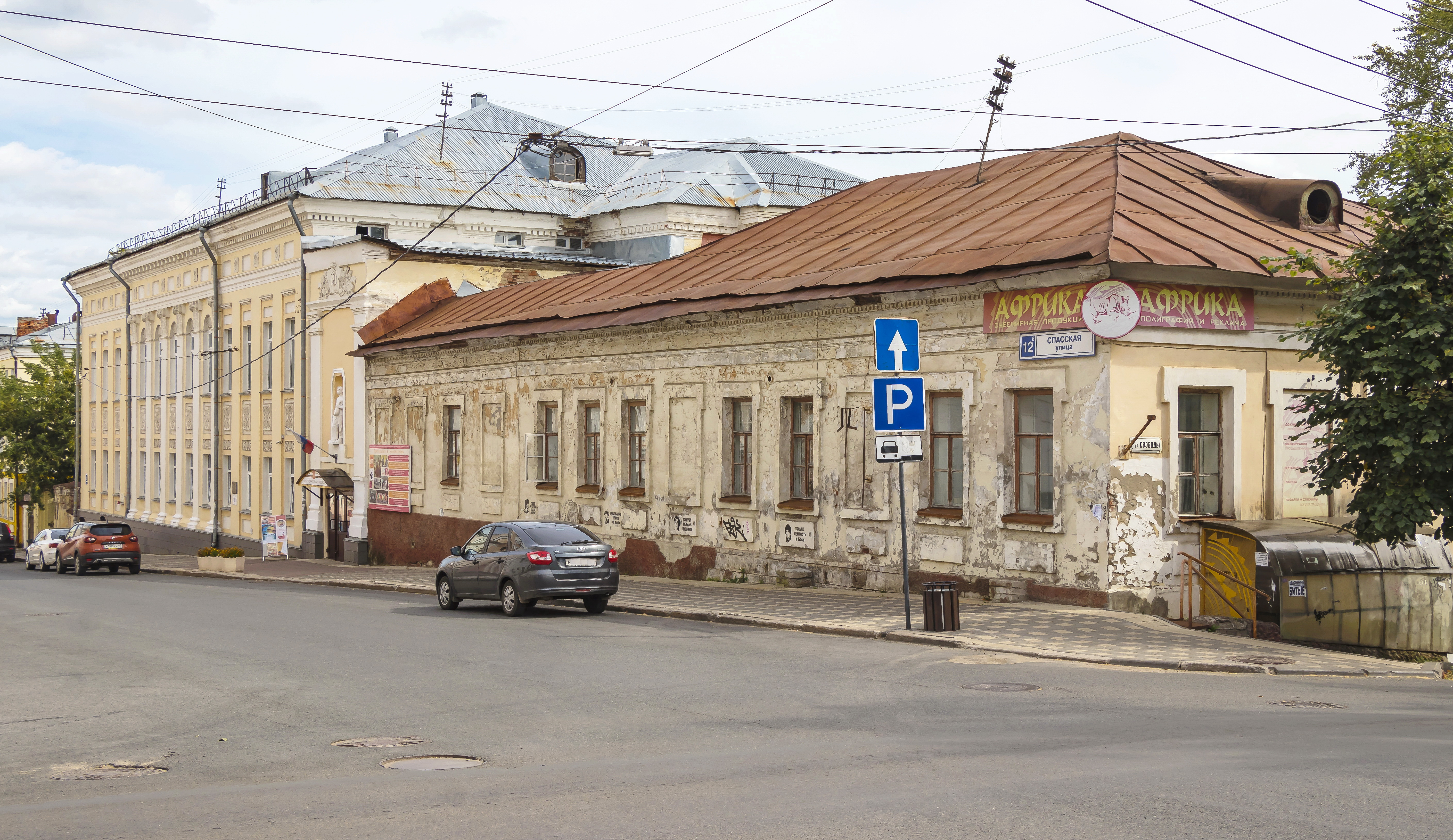
Западный флигель

### Дом Силина (№ 21)

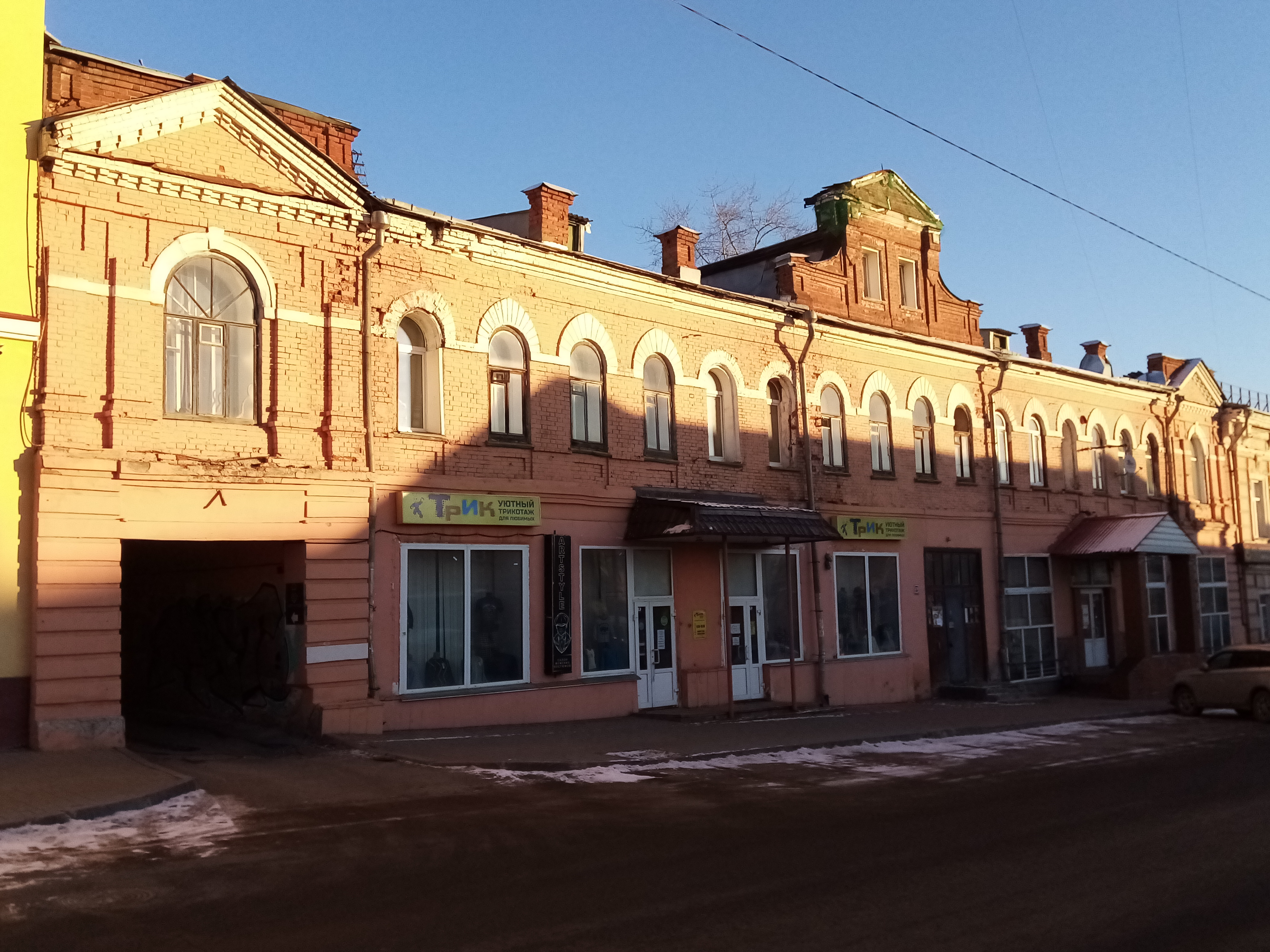

Двухэтажный каменный дом был построен для купца А. И. Силина между 1895 и 1899 годами. В здании располагались разные магазины: галантереи, чая, какое-то время существовала гостиница.
В 1906 г. Силин сдал здание под только что открывшееся в Вятке отделение Сибирского торгового банка.
Банк располагался в доме Силина до августа 1912 года, пока не переехал в доходный дом Смолянинова на Московской улице. В 1913 году в здании открываются «Сибирские номера», принадлежавшие купцу А. А. Хохрякову. Комнаты в данной гостинице снимали многие известные гости Вятки, в первую очередь представители ссыльной интеллигенции.
Краевед Владимир Любимов называет имена литератора Федора Череванина, писателя и юриста Петра Стучки, публициста Вацлава Воровского, вятского педагога и историка Павла Луппова.
После революции дом был муниципализирован и стал коммунальным владением. В 1921 году в здании располагался коммунальный отдел Вятгорсовета. В советское время помимо жилых квартир здесь на первом этаже работали магазины «Книги» и «Военторг».
В современное период дом находится в плачевном состоянии. В 2021 году признали аварийными и подлежащими реконструкции. В 2024 году было отреставрировано.

### Банк Веретенникова, Здание, в котором находился Вятский горком комсомола (№ 23)

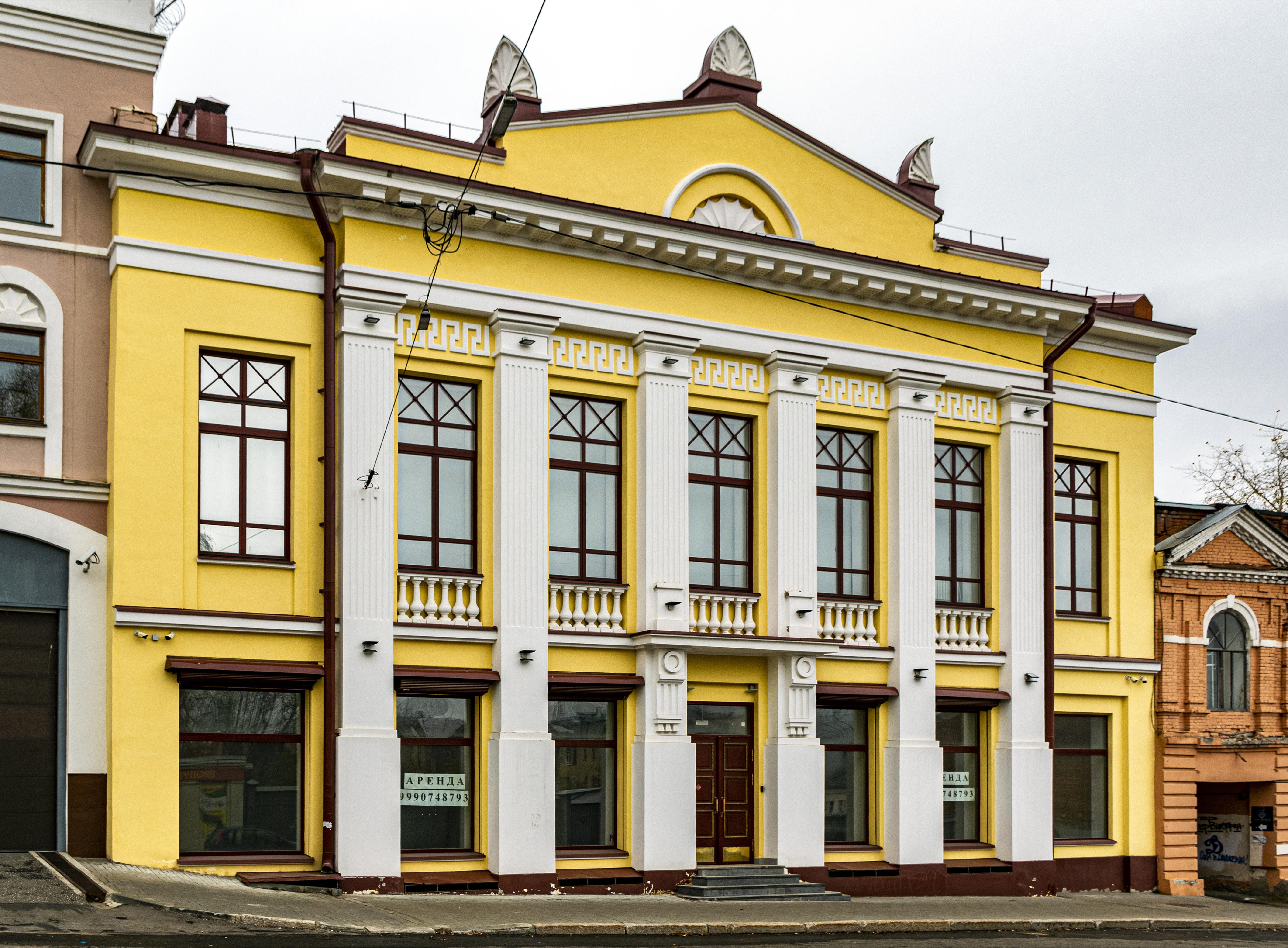

Было построено в 1913 году по случаю 50-летнего юбилея Общественного банка П. Ф. Веретенникова по проекту архитектора Ивана Чарушина.
Характеризуя архитектурный облик банковского дома, искусствовед Е. А. Андреева отмечает, что оно «…выдержано в формах репрезентативной классики, но в значительной степени модифицированной и использующей мотивы стиля „неогрек“. Выбранный прототип не случаен. Архитектурный образ символизирует богатство и самосознание его владельца…».
Первый этаж здания предназначался для сдачи в аренду, когда второй использовался для деятельности банка.
После революции, в 1918 году здание муниципализировали и передали Сельхозбанку. Позднее в доме размещались обком ВЛКСМ, а затем гарнизонный клуб офицеров Советской Армии (Дом офицеров).

В постсоветский период дом находился в аварийном состоянии, и в 2014 году здание решили законсервировать. Реконструкция банковского дома была завершена в 2018 году.

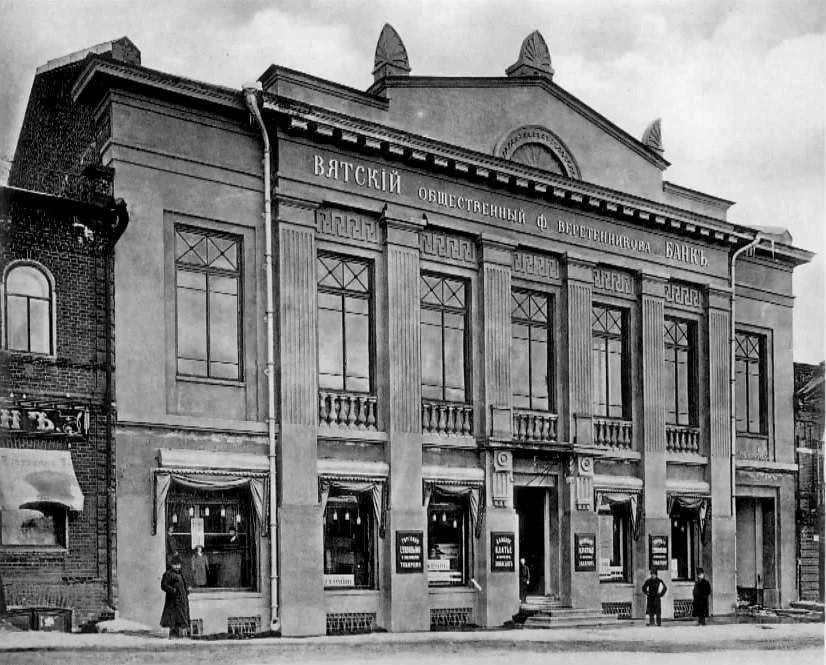
Здание банка в 1913—1915 годах

### Вятское отделение Русского для внешней торговли банка (№ 27)

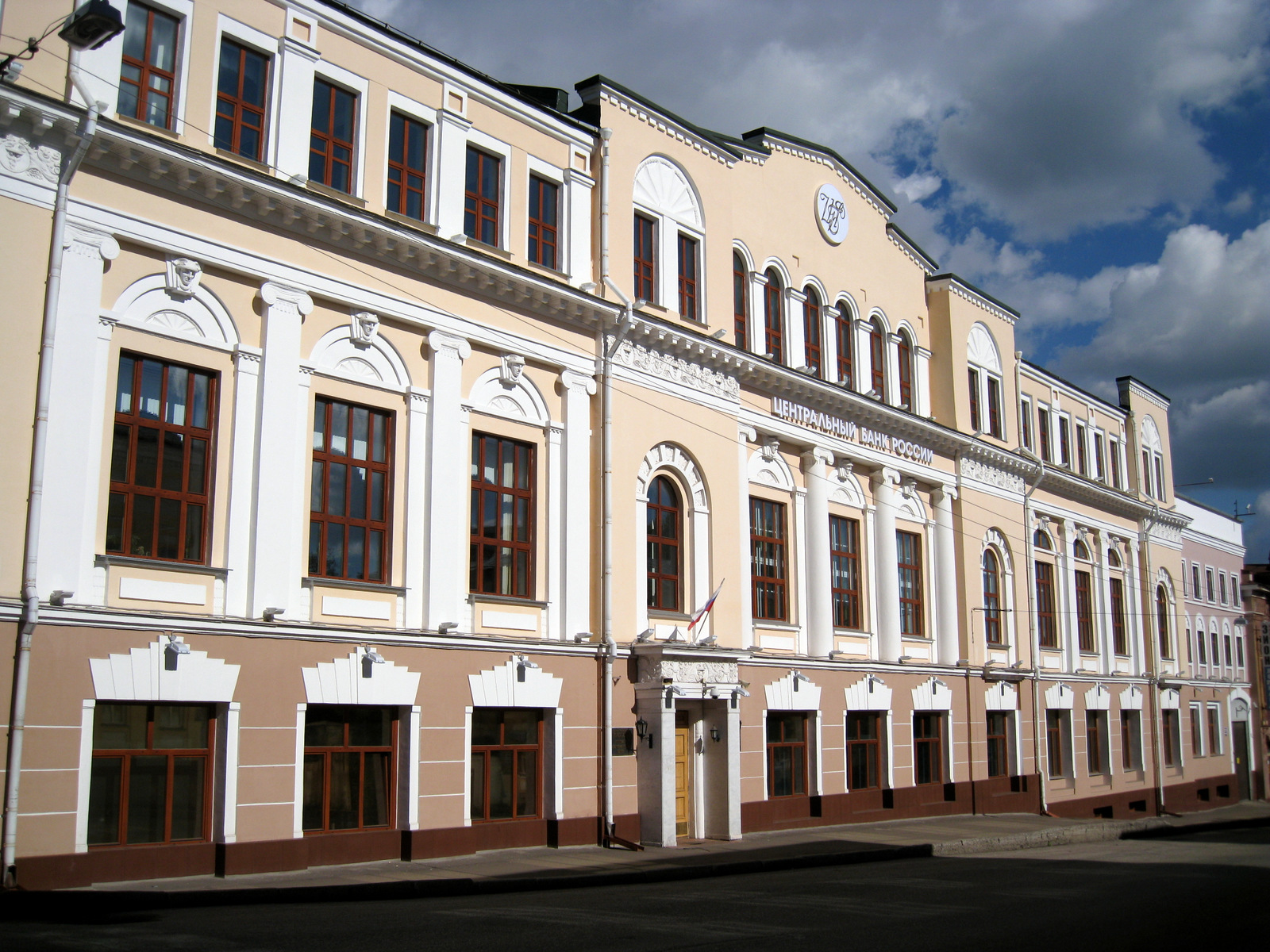

Здание Вятского отделение Русского для внешней торговли банка построено в 1911 году по проекту архитектора Ивана Чарушина.
Б. В. Зырин охарактеризовал стиль строения как «классический модерн». Искусствовед Е. А. Андреева в своей монографии «Архитектор Иван Чарушин», описывая ансамбль Банка Веретенника и Банка внешней торговли, писала, что их строительство можно отнести к самым заметным работам Ивана Чарушина 1910-х годов.
Первоначальный объём здания включал в себя два этажа, по пять окон по длине фасад. Помещения нижнего этажа предназначались для сдачи в аренду, когда верхний использовался для банковской деятельности.
Впоследствии здание неоднократно перестраивалось, последнее изменение внесено в 1970 году.
Ныне здание принадлежит Центральному банку РФ.

### Дом Сунцовых, здание, где размещалась Вятская публичная библиотека (№ 14)

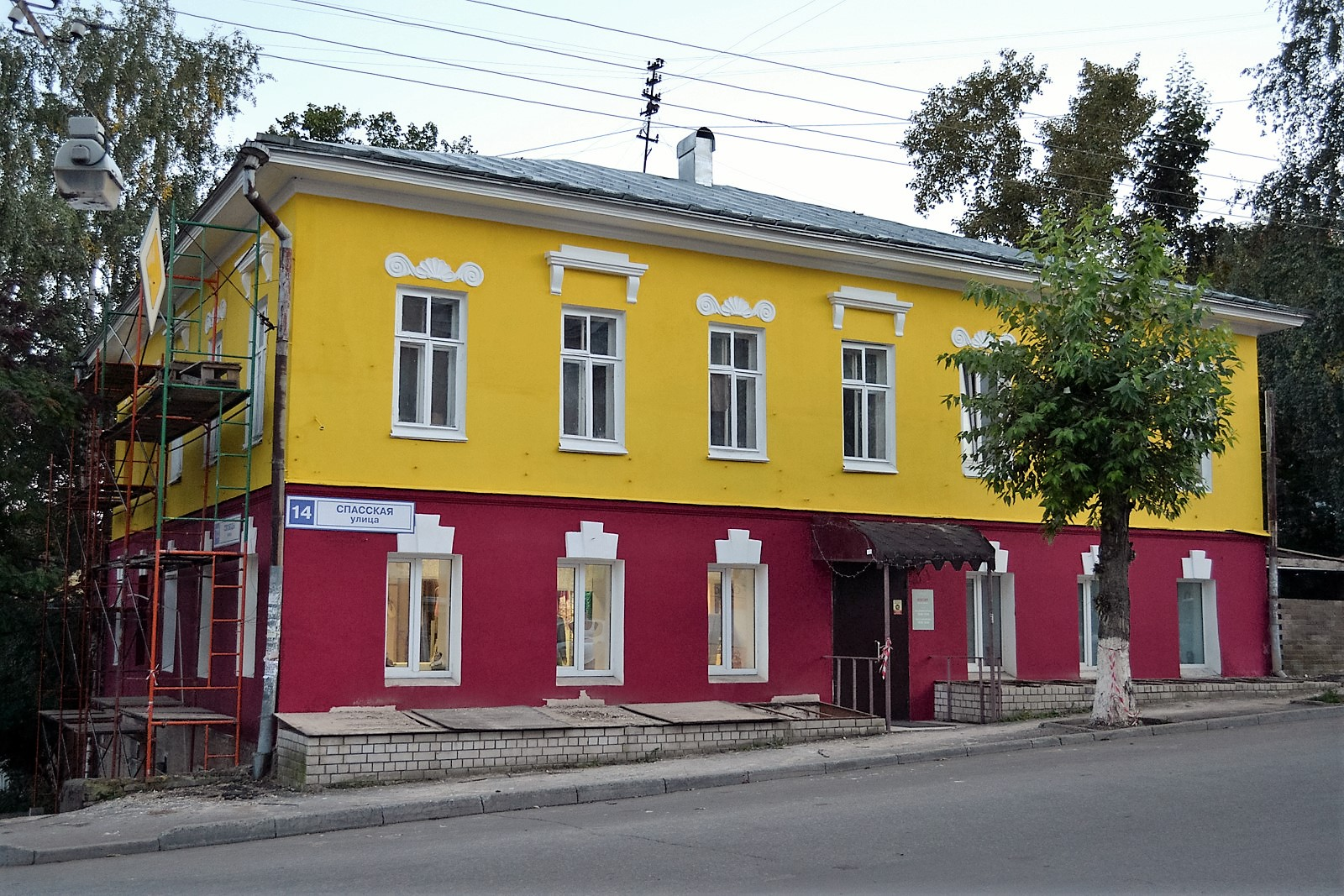

Построен в 1843 году по проекту помощника архитектора М. Т. Соловкина для богатой купеческой семьи Сунцовых.
Дом Сунцовых на Спасской в дореволюционный период был одним из очагов вятского просвещения. С 1848 по 1855 год в здании располагалась Вятская публичная библиотека.
Библиотека имела широкую популярность среди вятского населения. Её посещали канцеляристы и чиновники, мещане и купцы, учащиеся. Она получала 17 изданий журналов и газет, имела ценные справочные материалы.
В этом же доме жил председатель губернской земской управы, писатель, издатель А. П. Батуев.
В 1918 году дом Сунцовых муниципализирован и превращен в общежитие.
В настоящее время дом является жилым, первый этаж занят офисными помещениями.

### Дом Д. Ф. Бабиной, Дом, в котором жил главный конструктор танка Т-34 М. И. Кошкин, дом Давидовича (№ 31)

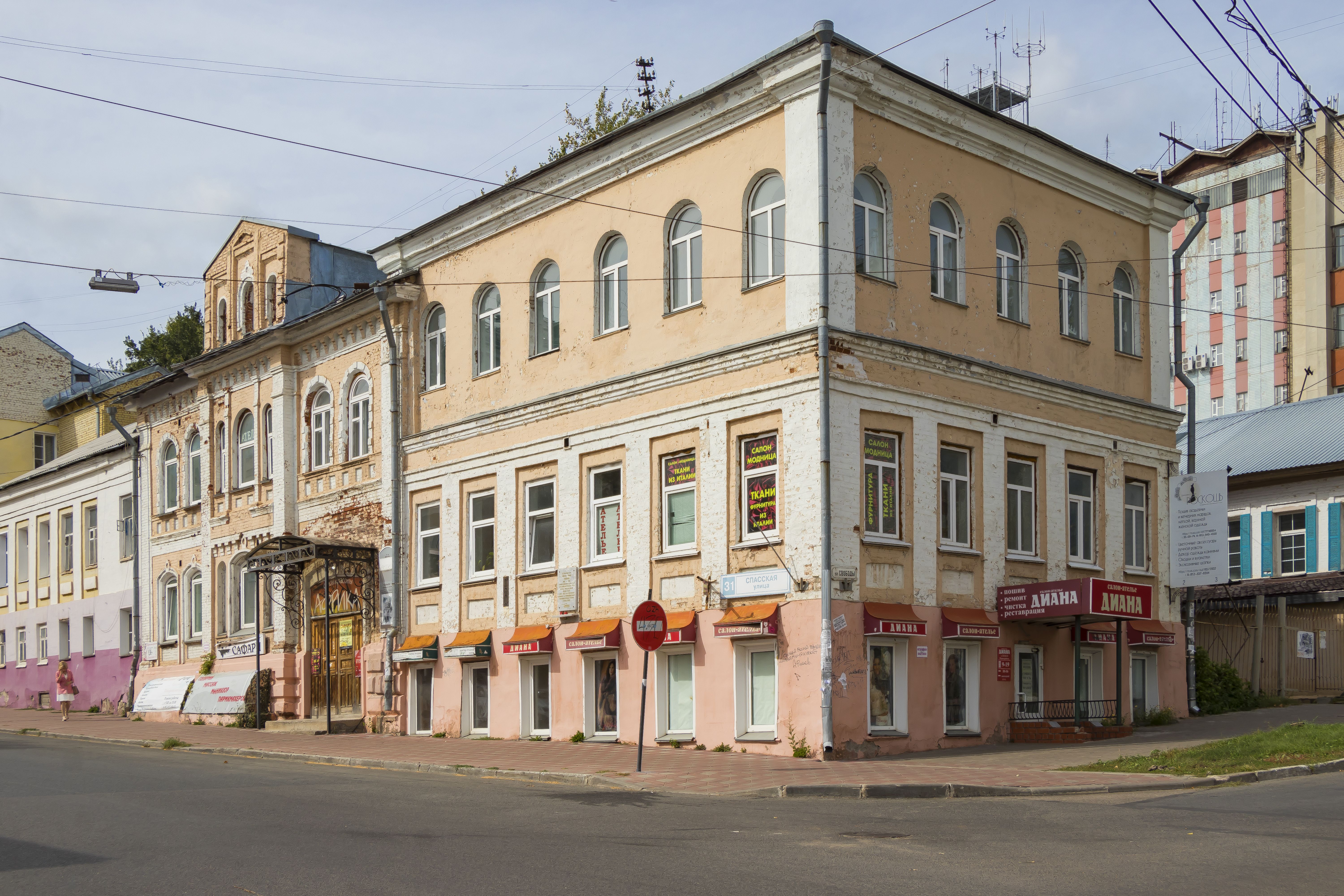

Двухэтажный дом для Д. Ф. Бабиной был простроен в 1802—1804 годах по проекту Филимона Рослякова. Принадлежал Вятской судебной палате. В 1858 году новым владельцем А. Сунгуровым был поставлен каменный двухэтажный флигель. В 1879 году к дому была сделана новая двухэтажная пристройка Г. Д. Давидовичем.
Все строения в 1894 году перешли во владение П. П. Клобукова и вскоре были уступлены им в попечительство о слепых императрицы Марии Федоровны.
Помимо этого здесь находилась дешёвая столовая Вятского благотворительного общества (вплоть до 1900 года), типография Харитонова, на которой печатались материалы революционной тематики, редакция и контора газеты «Вятская речь». Также здесь в 1917 году жил живописец, чье творчество было посвящено арктическим пейзажам, а также вятский ремесленный голова Ф. А. Смирнов.
В начале 20 века в доме снимала квартиры семья известного и наиболее эпатажного дантиста Дона Львовича Аронсона, его пациентами была вся правящая и художественная элита города.
В этом доме во второй половины 1920-х годов проживал талантливый инженер и конструктор М. И. Кошкин, о чём на доме установлена мемориальная доска. С советского времени и по сей день дом является жилым.

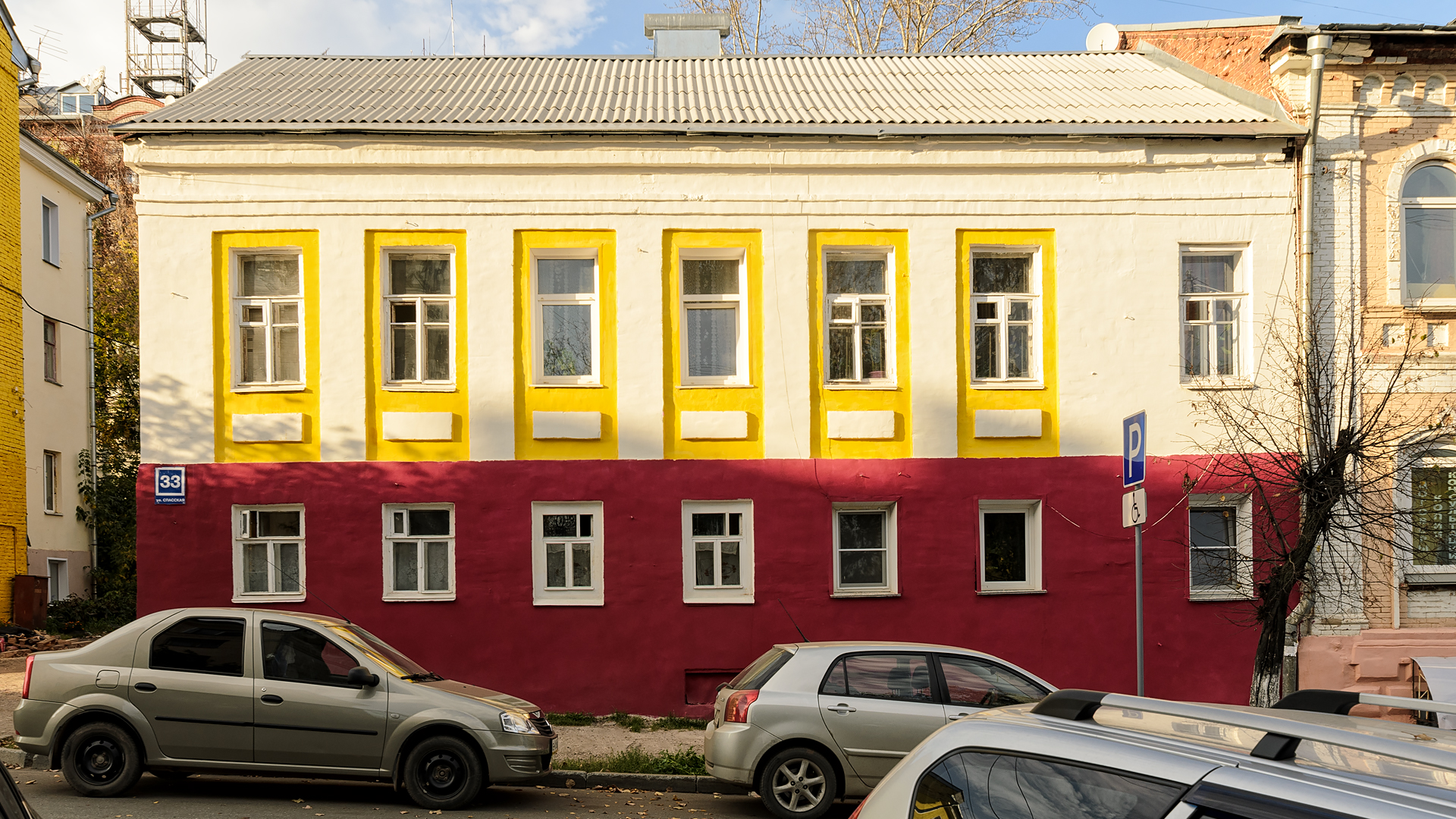

### Дом знаменской церкви (№ 33)
Вплоть до 21 века представлял собой отдельный дом, сейчас же соединен с домом Бабиной. Принадлежал Царево-Константиновской Знаменской церкви. Из жильцов данного дома выделяются известный часовщик Василий Рысев — автор часов на колокольне в Слободском, учитель естественной истории в Вятской гимназии Василия Хватунов — ученик Лобачевского, подаривший знания Циолковскому и Бехтереву.

### Дом Москвиной, Дом Арбузовых (№ 35)
Первоначально являлся флигелем дома Агафоновых. С 1879 года принадлежал Арбузовым. В советские годы был надстроен.

### Дом Агафоновых, Дом П. П. Москвитинова, Дом дантиста Аронсона (№ 37)

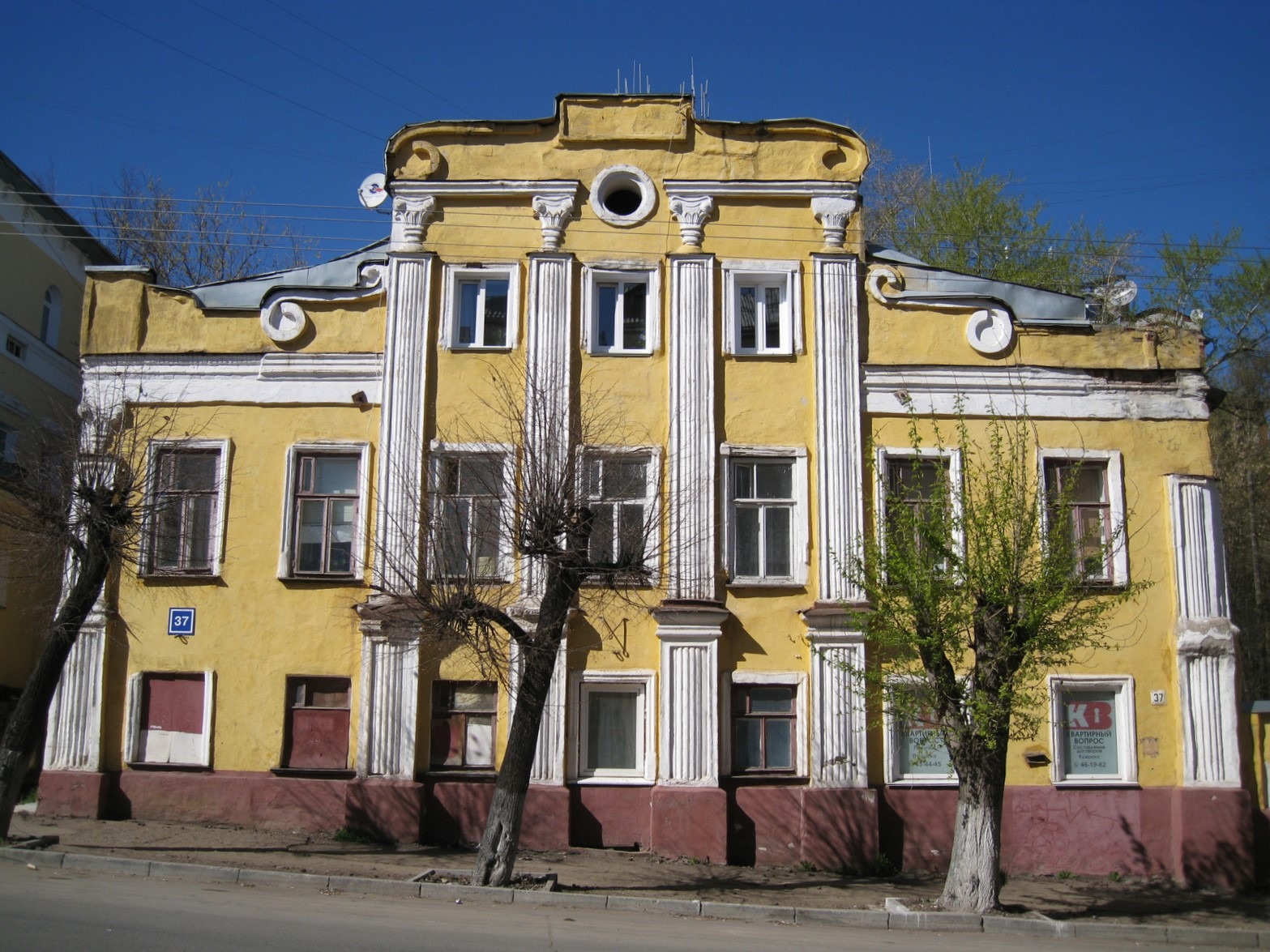

Построен в начале 1820-х годов по «примерному» проекту 1809—1812 годов. Первоначально принадлежал семье слободских мещан Агафоновых, мастерам золота и серебра, украсившим многие вятские храмы.
С течением времени дом неоднократно подвергался переделке, тем самым меняя свой архитектурный облик.
C 1879 года здесь проживала семья дантиста Аронсона. В. А. Любимов предполагает, что здесь также мог останавливаться, будучи в гостях у брата, парижский скульптор Наум Аронсон. В 1871 году верхний этаж занимала семья мирового судьи Фармаковского. Вероятно именно здесь родился первооткрыватель Ольвии Борис Фармаковский.
Перестройка дома в 1879 году значительно изменила архитектурный образ здания. Е. Г. Рупасов отмечает: «Переоштукатуривание фасадов превратило особняк из классицистического в необарочный с оригинальными элементами декора. Особенно необычный вид имеют композитные капители, преобразившиеся здесь в своеобразные вазы, как бы установленные на мощные пилястры-лопатки. Сами же пилястры напоминают скорее узкие вертикальные филёнки, включающие полуколонны с глубокими штукатурными каннелюрами.»

### Дом протоиерея Иоанна Шестакова (№ 39)

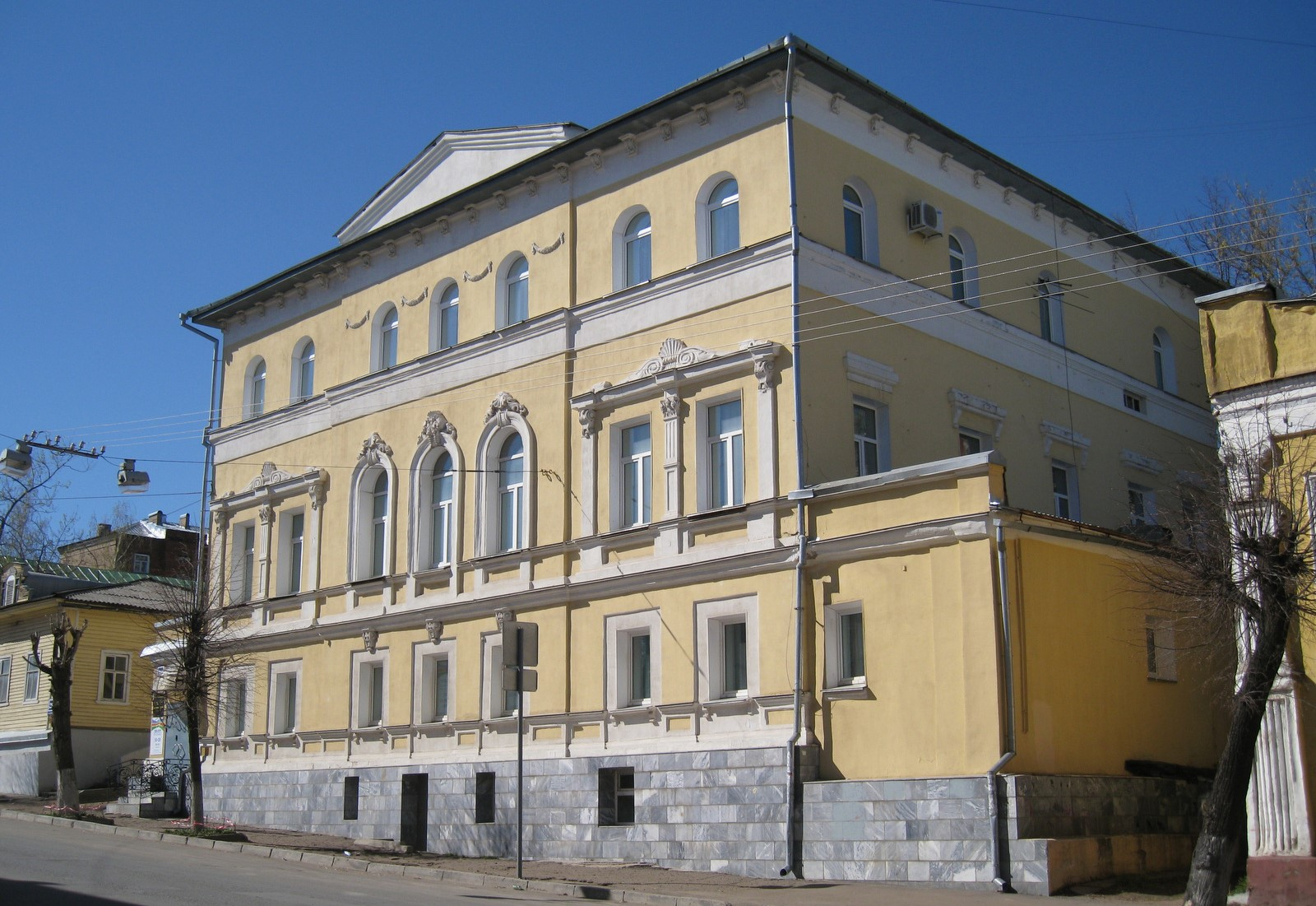

В 1792 ключарю Кафедрального собора Иоанну Шестакову отвели место для постройки каменного одноэтажного дома про проекту Филимона Рослякова. Едва заметный ризалит и три сгруппированных окна выделяют центр дома.
В 1867 году по проекту А. С. Андреева, дом принадлежащий наследникам Шестакова был надстроен. Второй этаж принял совершенно иные архитектурные черты. Высокие потолки и большие арочные окны придавали дома вид богатого имения.
В 1873 году в доме расположился отдел общества взаимного кредитования, председателем которого был наследник Шестакова.
В 1918 году дом был муниципализирован. В 1924 году в доме расположился финансовый отдел, флигель здания был отдан жильцам.
В 1956 году был надстроен третий этаж, в результате чего дом потерял свои изначальные пропорции.

### Дом Витберга, Усадьба Жмакина (№ 41а, 41, 41в)

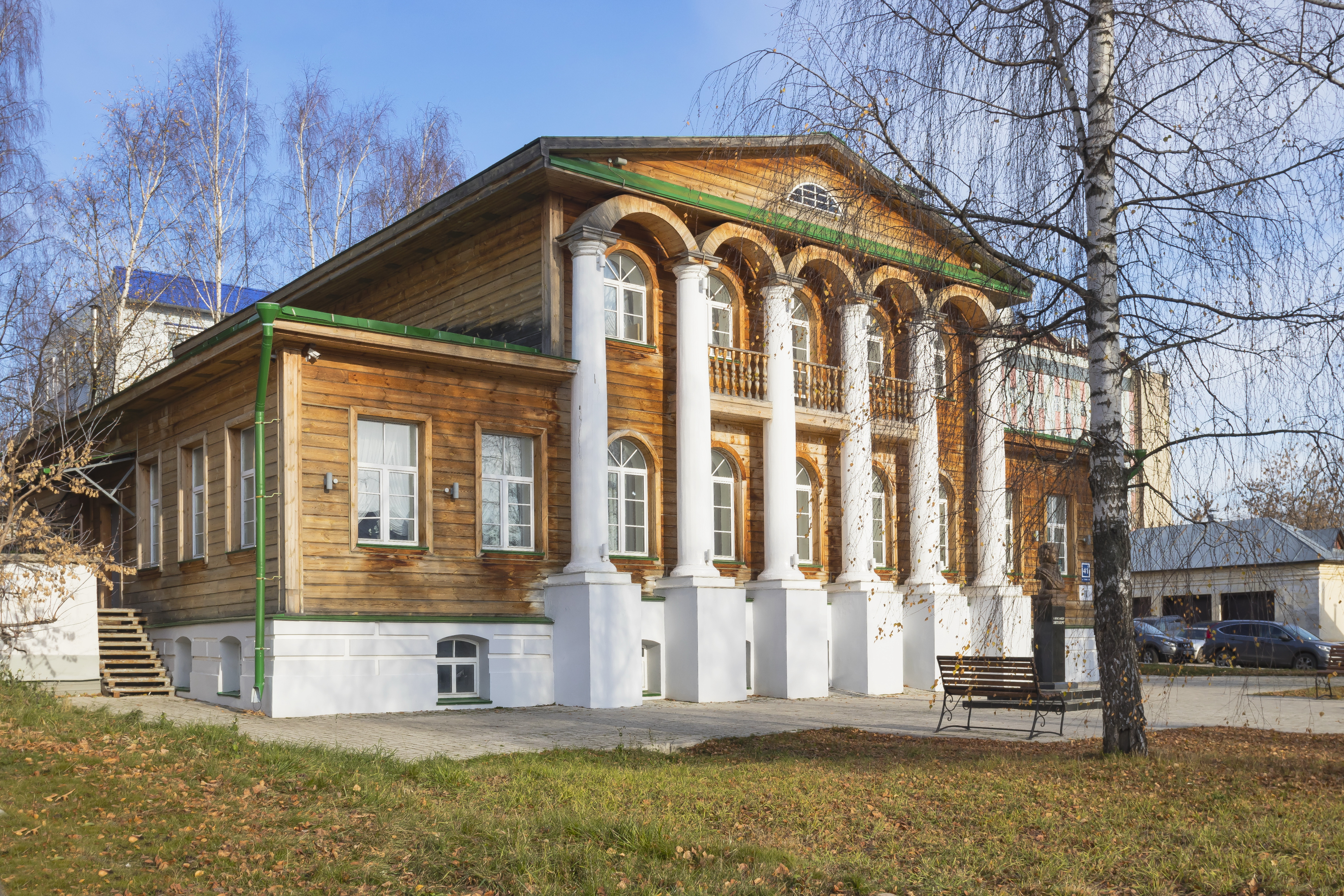

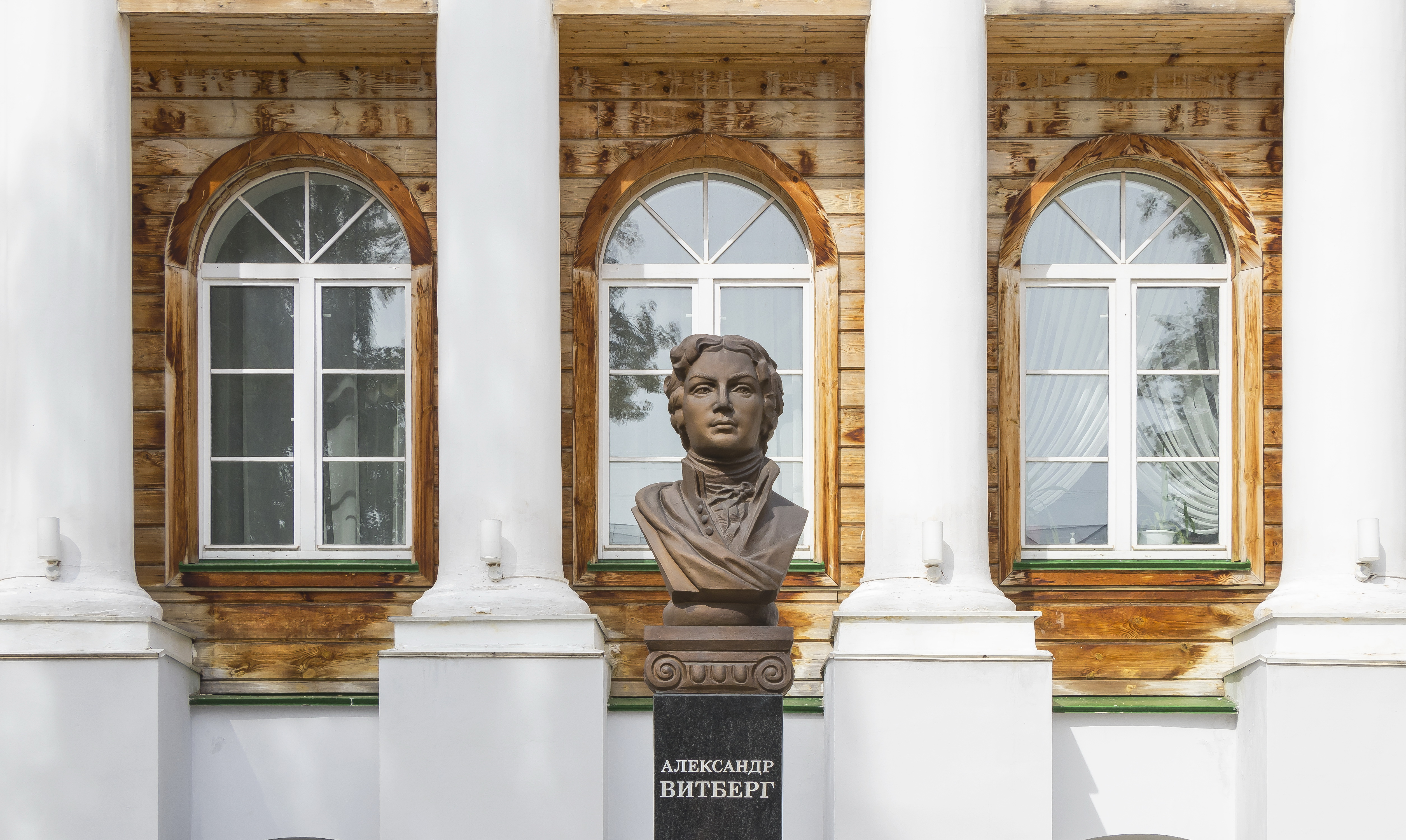

Усадьба была построена в 1815 году архитекторов Н. А. Андреевским по заказу надворной советницы Веры Яковлевны Жмакиной для размещения удельной конторы, управляемой её мужем.
Усадьбу отмечает уникальная для Вятки планировка: главное деревянное здание отдалено в глубь квартала, а его флигели располагаются на красной линии застройки улицы. Таким образом перед домом образуется большой парадный двор, на котором перед главным домом был разбит сквер. Северо-восточный угол усадьбы заняла старая березовая роща. В таком виде усадьба простояла до 1861 года.
В 1861 году Н. Н. Андреев продал дом Вятской женской гимназии. Тогда началась перестройка дома и флигелей под учебные корпуса. Однако гимназия просуществовала в усадьбе недолго — до 1867 года. В 1869 году усадьбу покупает уездное земство для размещения уездной земской управы.
В разные годы в доме проживали ряд известных и достойных людей:
В 1836—1837 годах здесь жил и работал художник и архитектор, автора ряда проектов, в том числе ограды и портала Александровского сада, вятского Александро-Невского собора А. Л. Витберг, который в те годы находился в вятской ссылке. Его имя, впоследствии, получил центральный дом усадьбы. В этом же доме в 1836—1837 годах проживал писатель, публицист, философ, общественный деятель А. И. Герцен, также находившийся в ссылке. В 1840-е годы в качестве гостя усадьбу Жмакиной не раз посещал М. Е. Салтыков-Щедрин.
После революции в особняке размещались различные учреждения: детский сад горсовета, позднее — сама организация «Горсвет», УКП Ленинградского института культуры, филиал финансово-юридической академии. Флигели усадьбы использовались под жилье.
К 1980-м годам появилась потребность в реконструкции здания. Творческая интеллигенция заявила просьбу о передаче ей особняка. Большой вклад в это внес председатель Кировской организации союза писателей России Овидий Любовиков, который в начале 1980-х гг. написал письмо поэту Сергею Михалкову с просьбой о выделении денежных средств на восстановление дома Витберга. В 1989 году состоялось торжественное открытие Дома творческих союзов на базе дома Витберга. Помещения были переданы организациям архитекторов, писателей, филиалу Фонда культуры и т. д. В доме проходили литературные вечера, концерты, выставки, юбилеи, дебюты и другие культурные мероприятия. Здесь выступали многочисленные иностранные делегации, артисты ведущих театров.
В начале 2000-х центральное здание находилось в аварийном состоянии, много раз горело. Впоследствии Дом Витберга был перестроен с сохранением дореволюционного облика. В 2014 году дом был восстановлен и открыт, сегодня здесь располагается Центр развития туризма Кировской области и Российский Союз Молодежи.

### Здание губернской канцелярии, Губернаторский дом, Дом Н. Л. и В. Л. Калининых (№ 20)

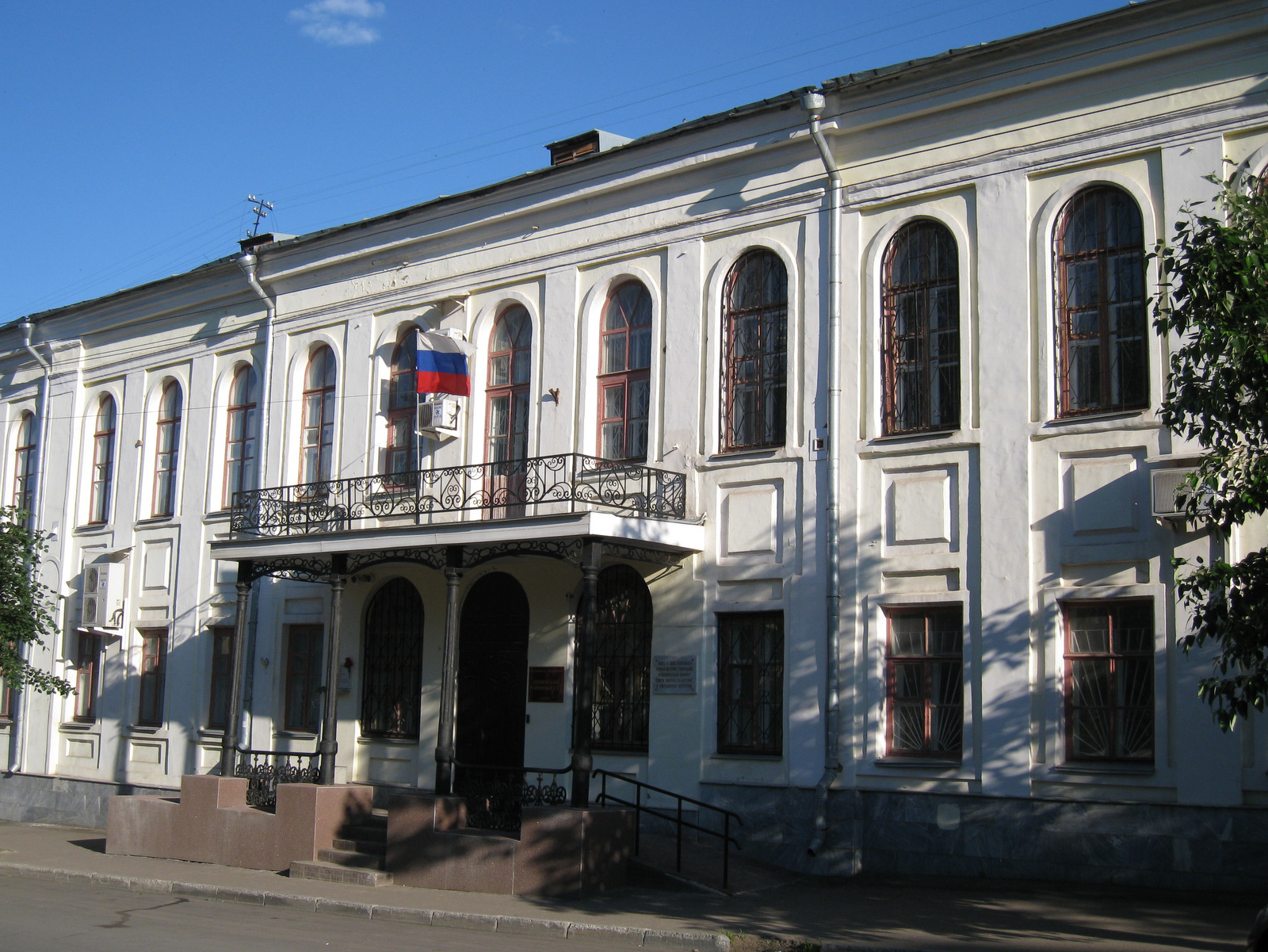

Скульптура «Дымковская игрушка» у здания

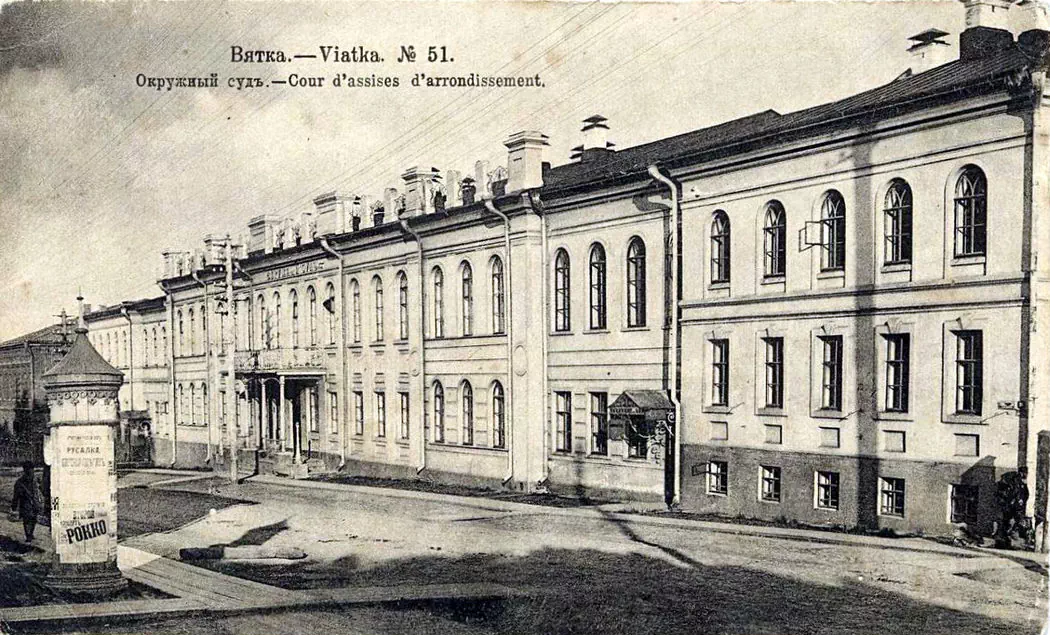
Здание губернской канцелярии в 1910-х годах. Тогда здесь был окружной суд.

Место для постройки дома было выдано купцам Калининым в 1792 году. В 1796 году каменное главное здание и восточный флигель, а также деревянный западный флигель были построены по проекту Филимона Рослякова.
Однако уже в первое годы после постройки дома, купцы были вынуждены сдавать его в аренду под жилье губернаторов, а в 1806 году -продать в казну.
Здание все время перестраивали. В 1819—1820 годах деревянный флигель сносят и ставят на его месте каменный. В 1855 году началась капитальная перестройка здания. Ремонт затянулся на долгие годы.
Особняк является абсолютным рекордсменом по количеству известных лиц, имевших к нему отношение. Здесь бывали все более или менее значимые люди, посещавшие Вятку в первой половине 18 века. Среди них — работавшие в канцелярии губернатора во время вятской ссылки А. И. Герцен и М. Е. Салтыков-Щедрин. Дом посещали в разное время архитектор А. Л. Витберг, поэт В. А. Жуковский, географ К. И. Арсеньев, вдова А. С. Пушкина Н. Н. Ланская.
С южном балкона данного здания, выходящего в сад, выступал приезжавший в Вятку император Александр I. По свидетельству современников император «4 раза выходил на балкон и кланялся народу, в большом числе собравшемуся и восклицающему ура и бросавшему в верх шляпы».
Уже в 1868 году дом и усадьбу передают губернскому земству — для окружного суда, начинается новая перестройка.
Обширный сад при усадьбе, который суду был не нужен, передают городскому обществу, сдаётся в аренду частным лицам.
На рубеже 19—20 веков происходит очередная перестройка дома по проекту Ивана Чарушина. В ходе работ, оба флигеля были соединены с главным корпусом. В 1906 году по требованию управы парадный подъезд был полностью перестроен, ширина пандуса под балконом уменьшается до трёх аршин. Здание с этого момента приобретает тот вид, какой сохранился и доныне.
После революции в 1918 году здание было оставлено за губернским судом.
Сегодня в доме продолжают располагаться судебные помещения, здесь находится Ленинский районный суд.

### Дом связи, Здание почтамта (№ 43)

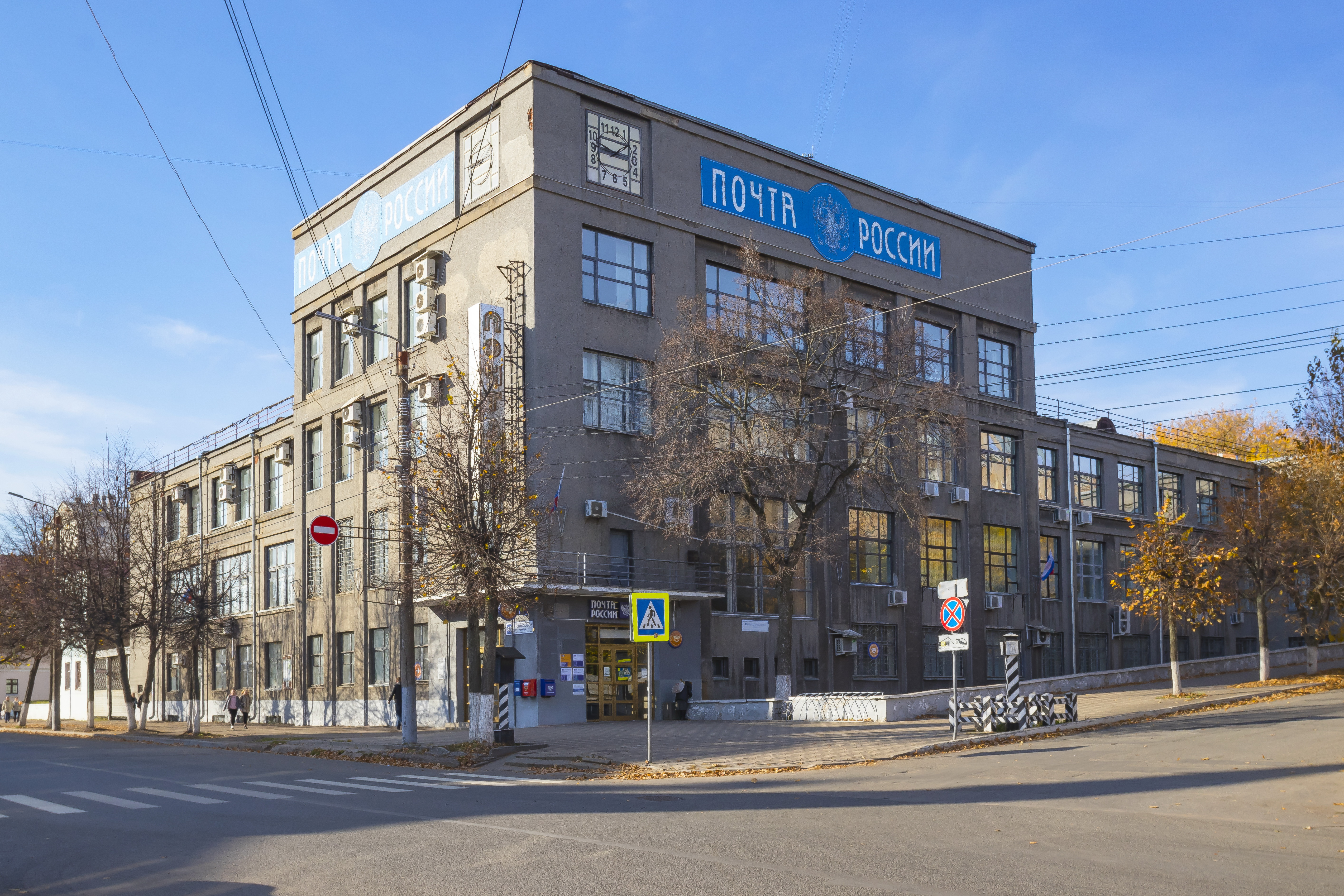

Один из немногих представителей конструктивизма в городе. Это первая крупная общественная постройка в Вятке после окончания гражданской войны.
На данном участке издавна находилась усадьба Ф. Рязанцева — двухэтажный деревянный дом с резными наличниками на окнах. После революции дом был муниципализирован и передан фабрике «Красный труд». В конце 1920-х годов все здания усадьбы были разобраны в связи с началом строительства Дома Связи.
Перед началом строительства проводился конкурс проектов будущего здания. На конкурс заявились всего два участника. Первым был прославленный вятский архитектор Иван Чарушин. В своем проекте он обратился к своему излюбленному приему — плавному скруглению угла с устройством в его центре парадного входа. Однако в итоге победил проект московского архитектора Б. А. Коршунова.
Здание расположено на участке с большим перепадом рельефа, поэтому его этажность различная — от 3 до 5 этажей.
Собственник здания с момента постройки не менялся. Сегодня здесь располагается центральное отделение Почты России в городе Кирове.

### Дом И. С. Колошина, Дом, в котором жил М. Л. Песковский, Дом учителя Трушкова (№ 45)
Построен в 1823 году купцом И. С. Колошиным.
В 1865 году здесь открылось третье в Вятке фотографическое заведение Хлебникова.
В 1870 году здание приобрёл учитель И. Трушков, который в 1873 произвёл перестройку дома (на сажень увеличил размеры).
В здании работали в разные годы и общественные учреждения. Здесь какое-то время здесь находилась приёмная городского головы (1897), ссудосберегательное товарищество (1889), библиотека-читальня им. А. С. Пушкина (1899 г.), зубоврачебный кабинет врача Л. С. Павлинова (1903).
За всю историю в доме проживало множество известных людей. Среди них выпускник Варшавской академии художник Игнатий Ясинский, член семьи владельца дома И. А. Трушков — иконописец, преподаватель чистописания, черчения и рисования в вятских гимназиях; его сын — Н. И. Трушков — выдающийся учёный в области горного дела, создатель горнорудной школы в России, М. Л. Песковский — журналист, писатель-беллетрист, педагог. Автор очерка «Вятский край», биографических очерков о А. В. Суворове, К. Д. Ушинском, повестей.
После революции наследница Трушковых добровольно передала дом в муниципализированный фонд, долгое время здесь находились жилые квартиры. В 2003 году дом был снесен и на его месте в 2005 году построена его копия.

### Дом И. Г. Аршаулова, Дом Филимоновых (№ 47)

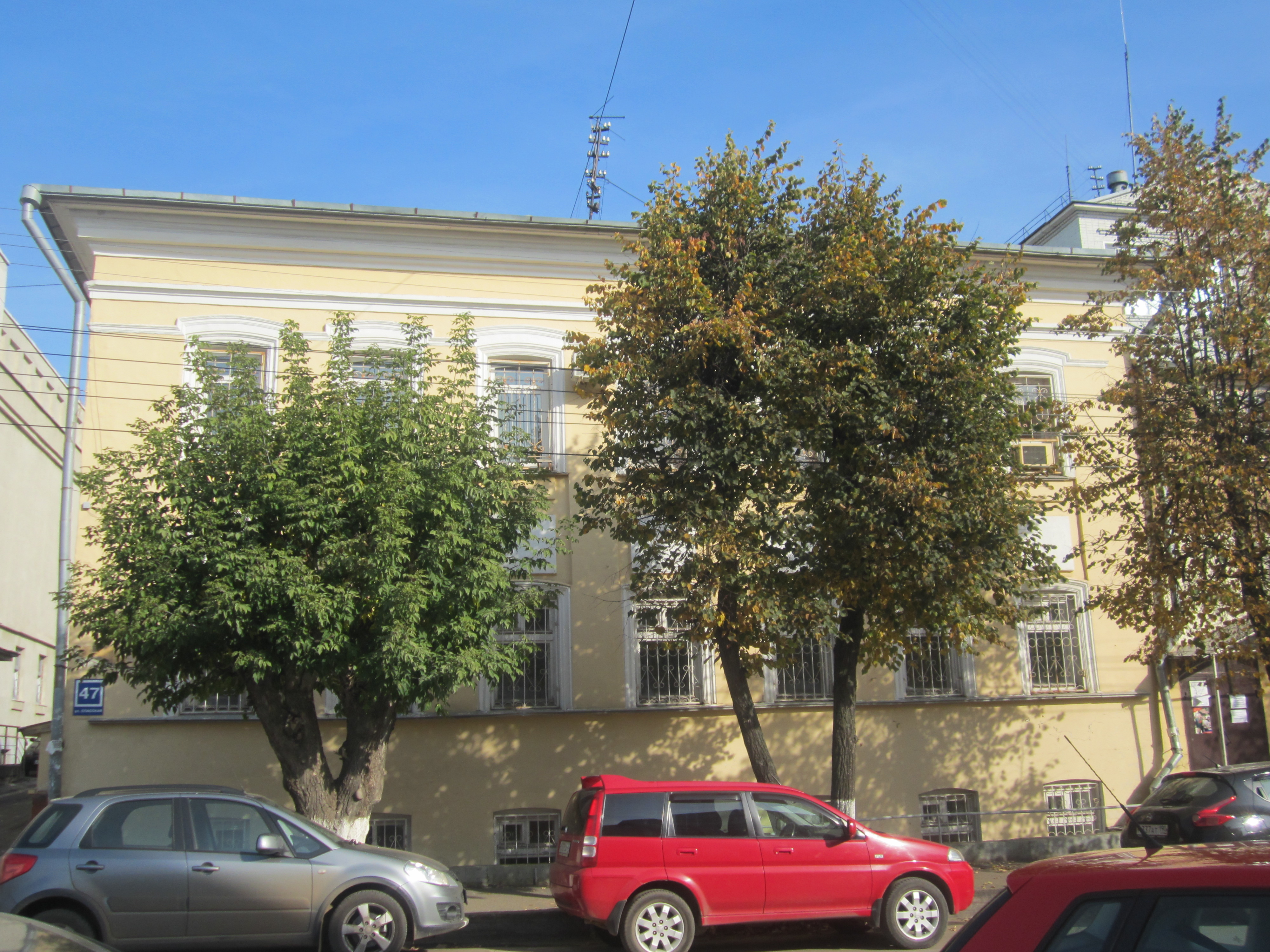

В разные годы домом владели семьи купцов Аршауловых, чиновника Филимонова, купцов Рязанцевых, литератора-священника Кувшинского и первого учителя рисования Виктора Васнецова — Чернышёва.
При доме была усадьба и флигель. Флигель располагался западнее дома, на месте нынешнего Вятского художественного музея. Он был снесен в 1986 году вместе с резьбяным домом Рязанцевых. В глубине квартала находился старейший кинотеатр «Колизей», который внешне напоминал старый деревянный театр, изнутри он был расписан Евгением Чарушиным.

### Особняк И. Я. Ухова (№ 32)

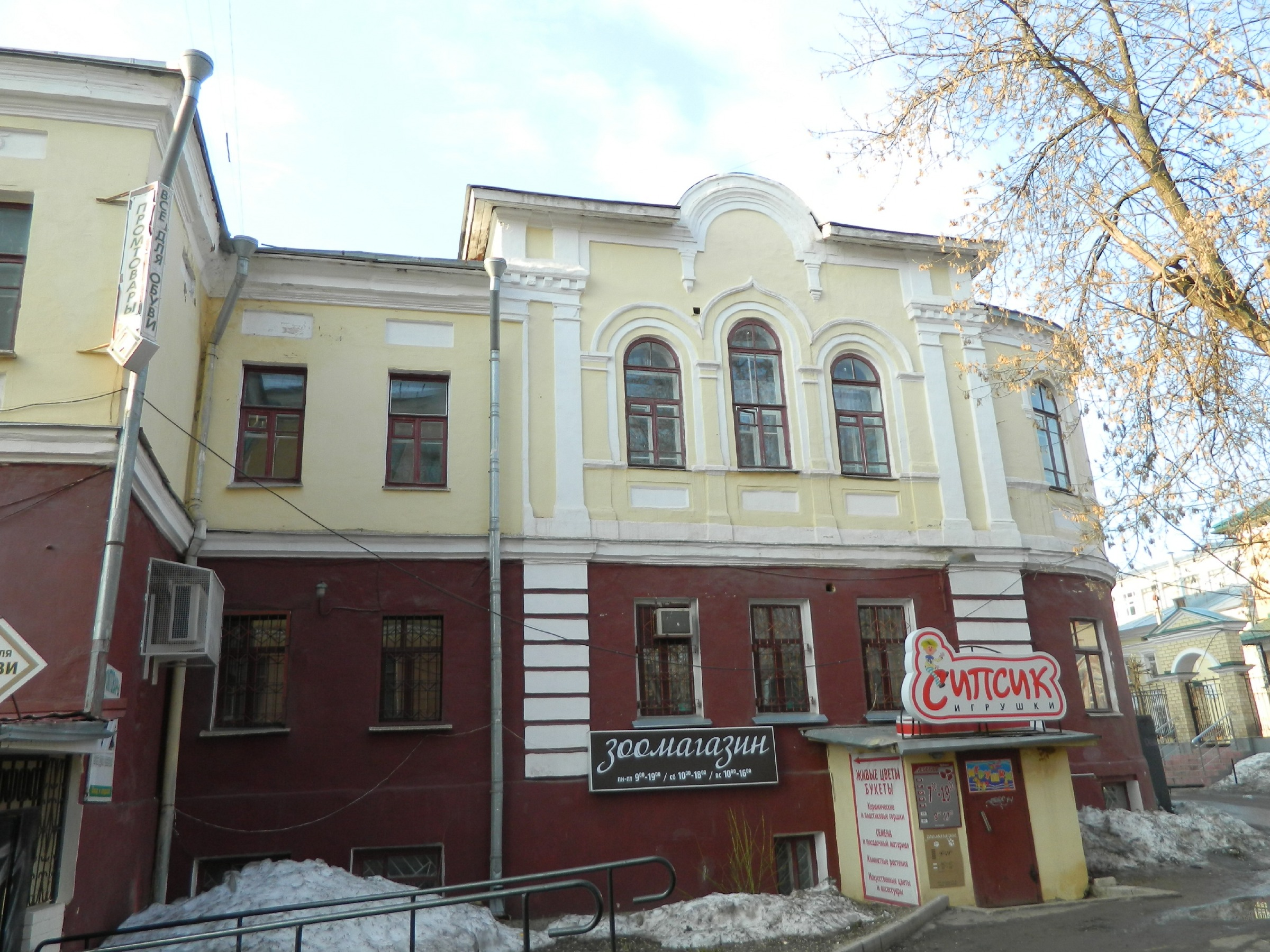

В 1788 году купец Ухов получил данный участок для строительства собственного деревянного дома. В 1815—1817 годах по проекту губернского архитектора Н. А. Андреевского для сына купца здесь был построен каменный двухэтажный особняк.
В 1857 году здесь размещался детский приют, для нужд которого были созданы дополнительные пристройки. В 1879 году на пожертвования купца Стахеева во дворе усадьбы была построена домовая церковь.
Сейчас в здании располагается отделение Всероссийского общества инвалидов, офисные помещения.

### Городская электрическая станция (№ 51)
В 1902 году Вятская городская дума приняла решение об устройстве в Вятке электростанции общего пользования. После исследования опыта Пермской электростанции, было решено заложить здание электростанции в центре города, на углу Спасской и Владимирской улиц, для удобства охвата электроэнергией городской территории.
Проект фасадов здания электростанции с отделкой декоративным красным кирпичом был разработан архитектором К. Э. Нюквистом.

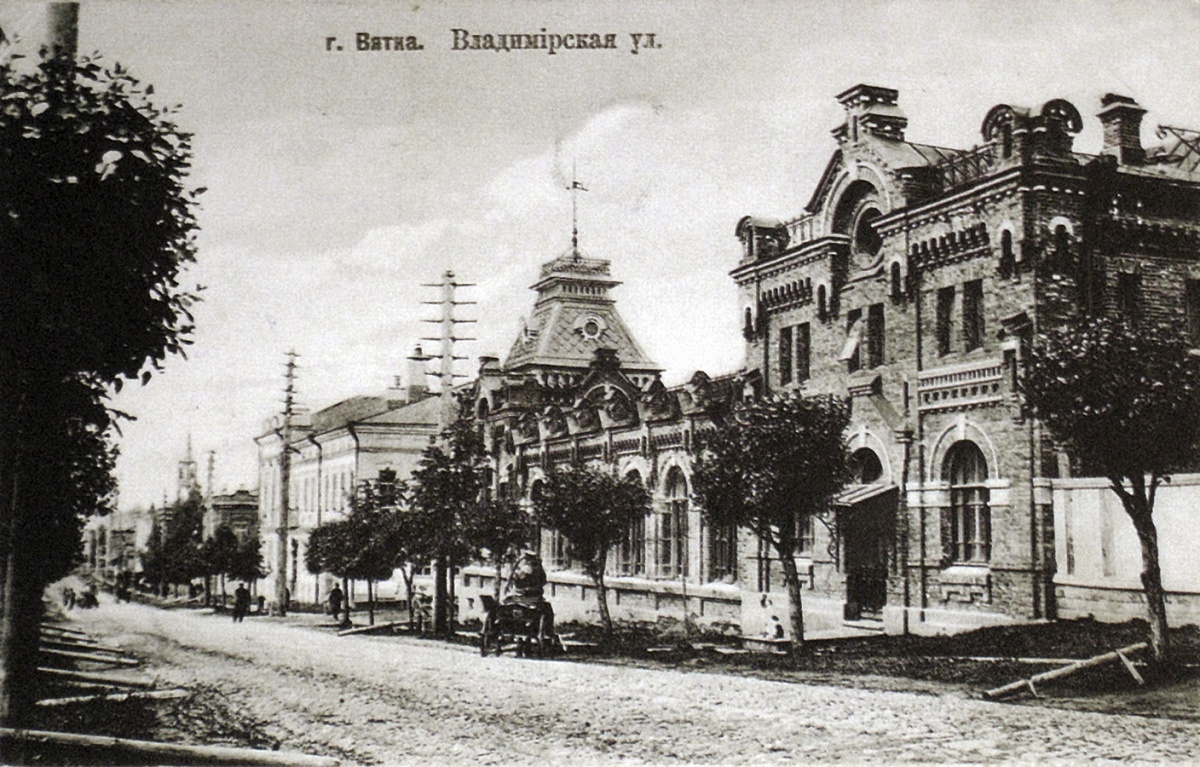
Электростанция в 1908—1910 годах

Противников размещения громоздкого непривлекательного сооружения в центре города заверили в хорошем архитектурном оформлении здания.
В конце 1903 года состоялось торжественное открытие электростанции. Изначально здание было кирпичным и большей своей частью одноэтажным, с красиво украшенными фронтонами. Благодаря появлению источника энергии стали освещаться городские улицы: Спасская, Московская, Преображенская, Николаевская, Казанская, Владимирская и другие.
После введения в 1944 году в эксплуатацию ТЭЦ-1, в котельной первой городской электростанции пропала необходимость и она была демонтирована. В 1957 году бывшее здание электростанции была надстроено до четырёх этажей. В строении разместились отделы и службы «Кировэнерго». О старой городской электростанции сегодня напоминают только маленькие окна цокольного этажа, окна первого этажа с полукруглым завершением и мемориальная доска на фасаде здания.

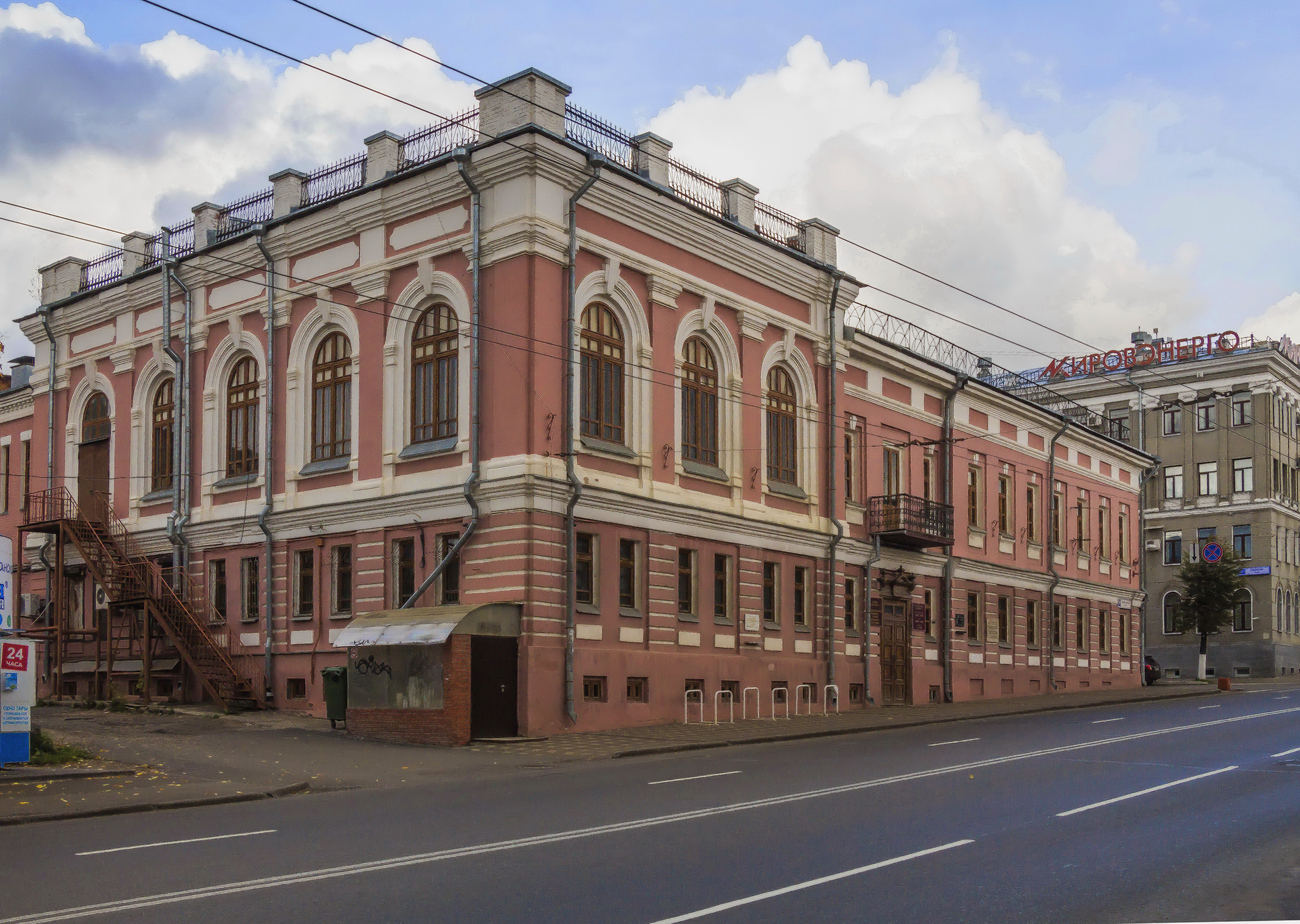

### Дом П. Г. Аршаулова (№ 34)
В 1796 году участок земли находившийся во владении генерал-поручика Щербинова и не застроенным им во время, было передан во владение купца первой гильдии П. Г. Аршаулова. По территории участка проходила вершина оврага Малая Засора и потому он был сложен к строительству. Однако, по проекту Филимона Рослякова в 1799 году двухэтажный каменный дом и два деревянный флигеля все же были построены и приписаны за вдовой Аршаулова.
В 1834 году деревянный флигель был заменен каменным, а в 1862 году к главному зданию была сделана пристройка.
Бывший когда-то многочисленным и богатым род Аршауловых со временем беднел и в 1892—1894 годах дом был продан губернской земской управе. В 1903 году к дому по проекту архитектора был Г. Г. Кугушева пристроен зал заседаний управы, а также двухэтажный каменный флигель. Несколько позже был сделан ещё один пристрой для лаблаза, в котором в 1957 году был открыт кинотеатр «Смена».
После революции владельцем дома стал губернский совет народного хозяйства, после — губисполком.
Сегодня в здании располагается библиотека, музыкальная школа и комплекс кинотеатра и кафе «Смена».

### Главный дом усадьбы Н. А., В. А. Клабуковых (№ 38)
Представляет собой часть комплекса построек усадьбы семьи Н. А. Клабукова. Главный дом усадьбы находился на Спасской и был построен в 1896 году. Сразу же после постройки, помещение было сдано по контракту управлению по сооружению Пермь-Котласской железной дороги.
После революции здание было муниципализировано и отдано под жилые помещения, располагающиеся здесь и поныне.

### Училище канцелярских служителей (№ 40)
Здание училища было построено в 1830 году, на месте снесенного двухэтажного каменного дома купца Синцова. Училище предлагалось для детей канцелярских служащих.
К 1864 году в здании разместились две роты Вятского губернского батальона. Однако вскоре, уже в 1867 году здание поменяло владельца. Здесь разместилась губернская управа и «сиротский дом».
После переезда управы вниз по Спасской, на место нынешнего кукольного театра, в 1894 году сюда переместилось фельдшерско-акушерское училище.
Отметился этот дом как место проведения первого съезда вятского Крестьянского союза в 1905 году.
Здание было реконструировано в 1955 году, был надстроен четвёртый этаж.
Сегодня здание продолжает исполнять образовательную функцию, на месте бывшего училища располагается Кировский медицинский колледж.

### Здание Вятского реального училища (№ 67, 67а)
В 1872 году по решению губернского земского собрания открылось земское училище по распространению сельскохозяйственных и технических знаний и подготовке учителей. Заведение выпускало специалистов сельского хозяйства и учителей для сельских школ. С 1874 года училище разместилось в данном здании бывшей богадельни. С 1880 года земское училище было реорганизовано в Вятское Александровское реальное училище.
На базе данного земского училища возникла мастерская пожарных машин, которая была прообразом современного кировского станкостроительного завода. В 1874 году училищу был передан музей, открытый при библиотеке.
Среди учащихся данного заведения было множество известных лиц. Это архитектор И. А. Чарушин, искусствовед, член-корреспондент Академии художеств СССР Н. Г. Машковцев, художники Н. Н. Хохряков и А. И. Деньшин, геолог Н. Г. Кассин, ботаник-краевед А. Д. Фокин, здесь, в реальном училище, начал учиться А. С. Грин. Кроме того, в училище проводил время известны террорист С. Н. Халтурин.
После 1917 года на базе училища была организована школа имени А. И. Герцена. Также параллельно со школы с 1918 по 1921 год здесь размещался Вятский институт народного образования, ставший впоследствии факультетом современного ВятГУ. С 1922 по 1935 годы в здании существовал мелиоративный техникум. В 1935 году здание было передано под районную больницу. В годы войны его занимал военный госпиталь.

## В культуре
Перекрёсток Спасской и Николаевской улиц запечатлён в панораме «Установление советской власти в Вятке» в 60-х годах XX века.

На нём изображён военный захват города большевиками в декабре 1917 года. 

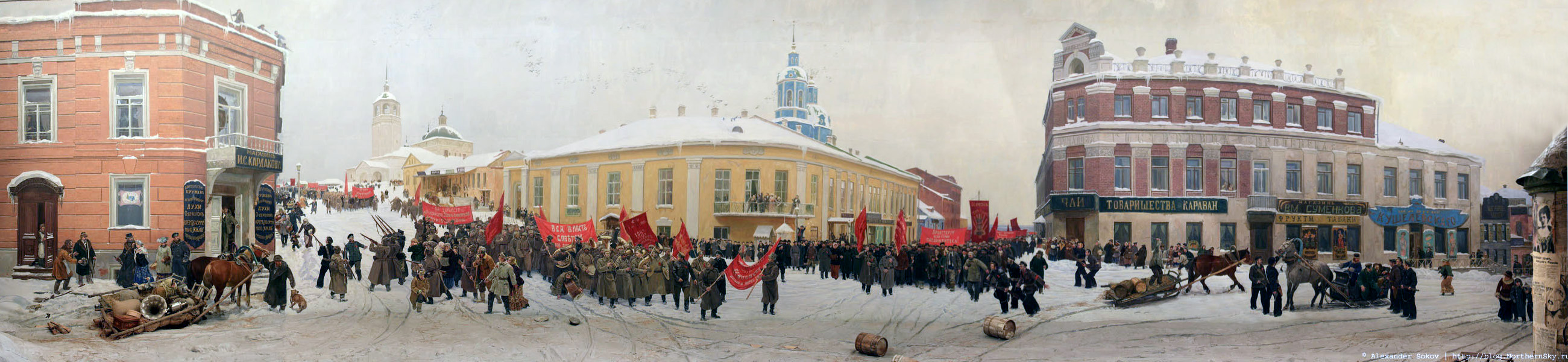
Установление советской власти в Вятке